# Basilika St. Vitus (Ellwangen)

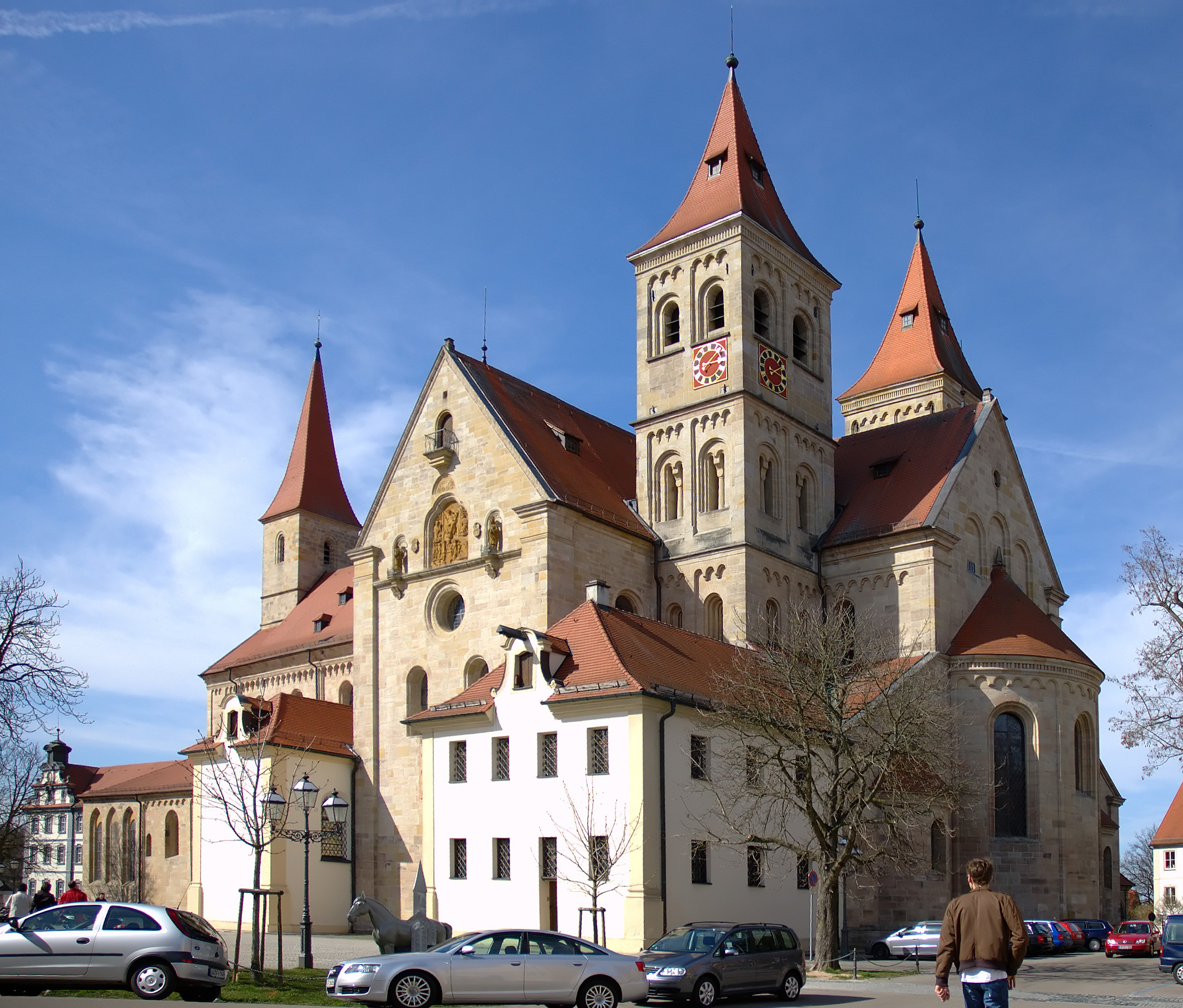
Die Basilika St. Vitus in Ellwangen (2011)

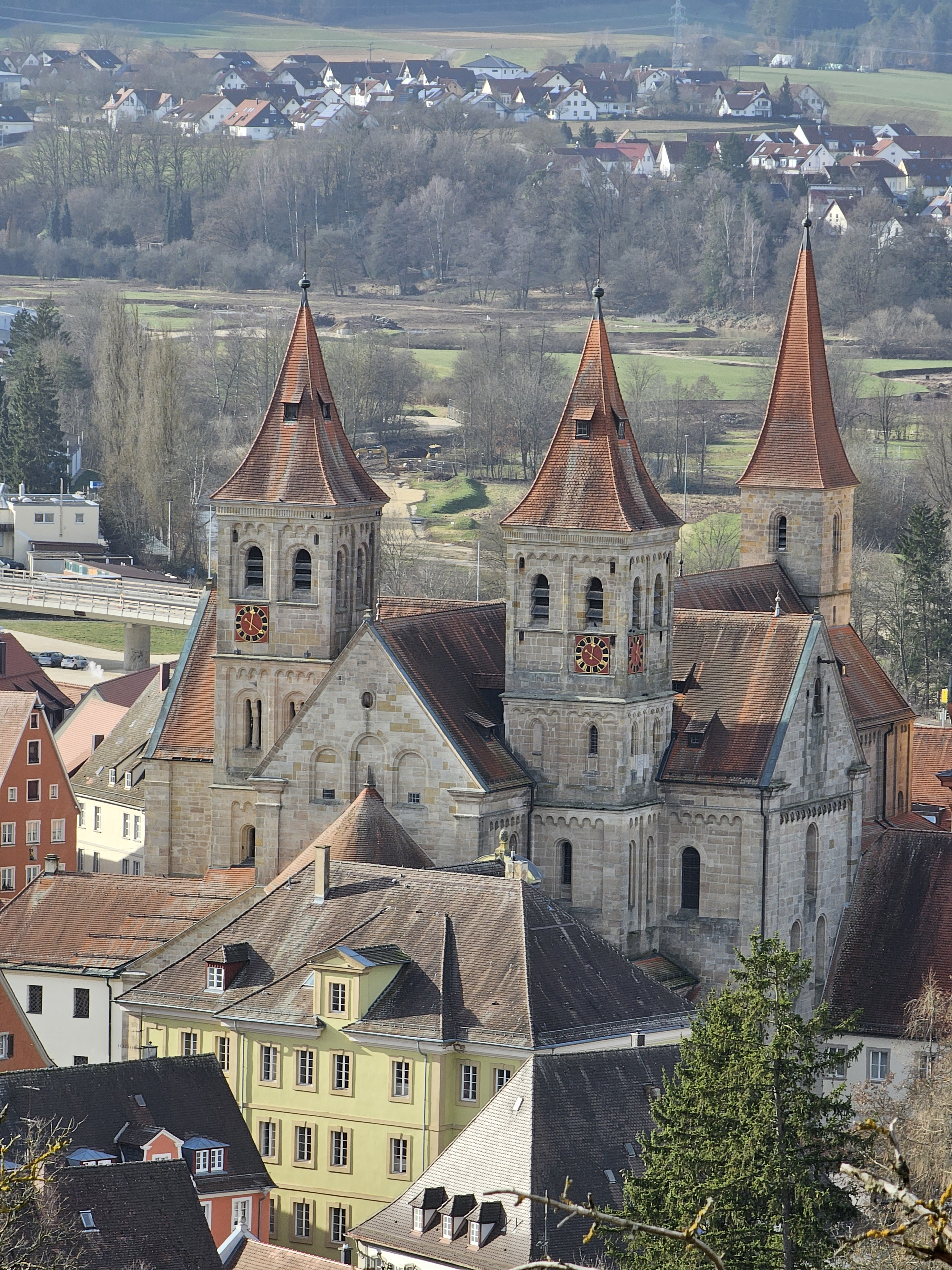
Basilika vom Schloss aus fotografiert

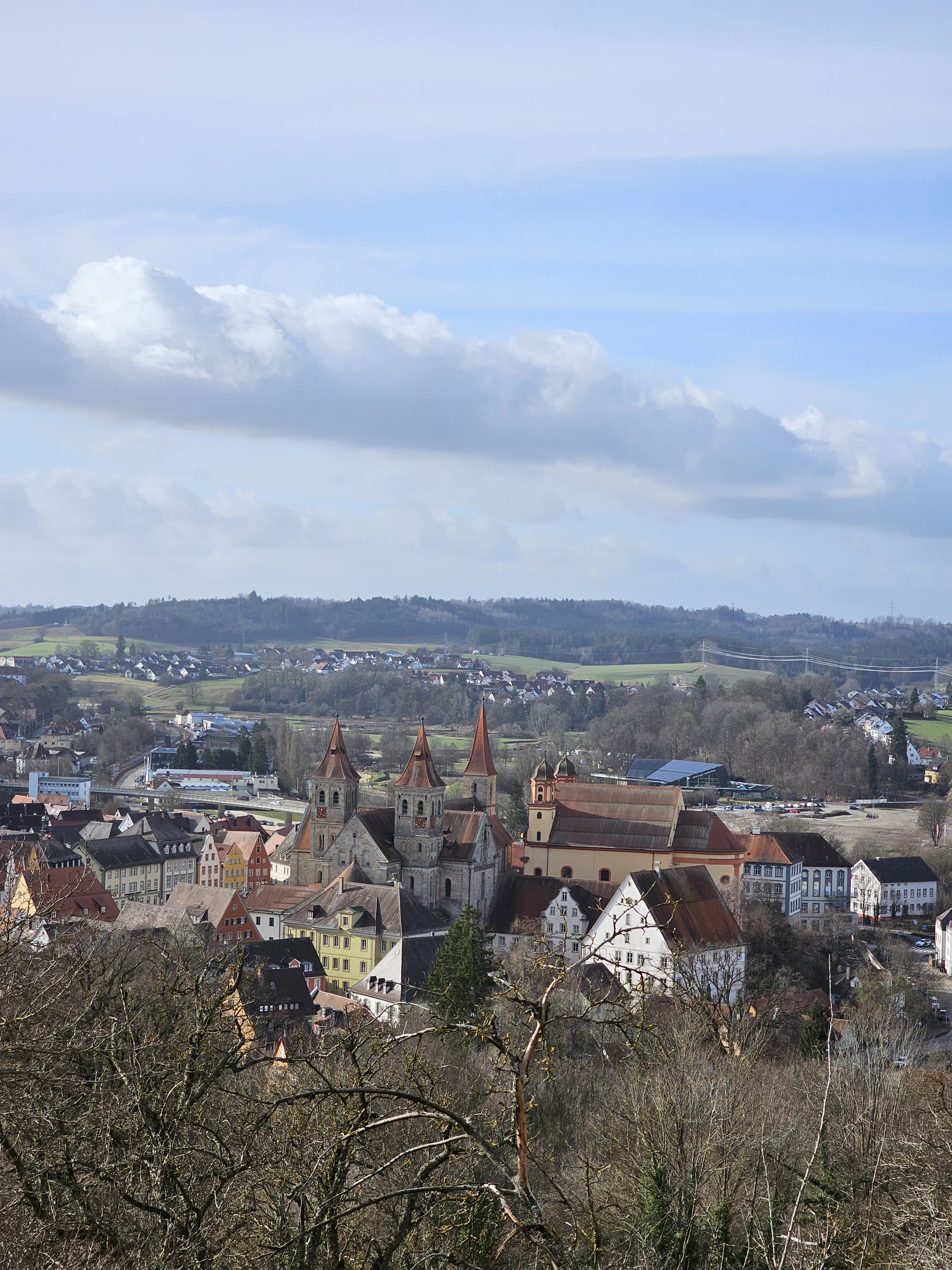
Der Kirchenkomplex in der Innenstadt mit Basilika (St. Vitus) und evangelischer Stadtkirche (Jesuitenkirche)

Die römisch-katholische Basilika St. Vitus (vormals Stiftskirche St. Vitus) Ellwangen ist ein spätromanischer Gewölbebau aus dem 13. Jahrhundert. Der das Stadtbild prägende Sakralbau dient seit der Säkularisation als katholische Pfarrkirche für die Kernstadt von Ellwangen in Baden-Württemberg. Seit 1964 trägt die Kirche den Titel einer Basilica minor.

## Bedeutung

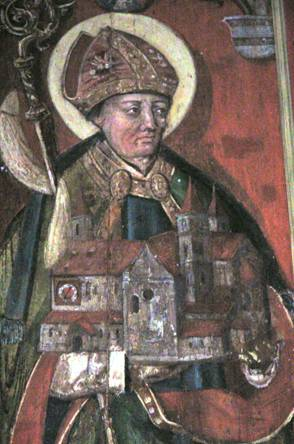
Der heilige Hariolf mit der Stiftskirche

Die Siedlung Ellwangen wurde der Überlieferung nach durch den Bischof von Langres, Hariolf, und seinen Bruder Erlolf im Jahr 764 durch den Bau eines Klosters im Virngrundwald gegründet. Die ersten Mönche kamen vermutlich aus St. Bénigne in Dijon, ebenso wurden von dort die Reliquien des heiligen Benignus, der heiligen Drillinge und der heiligen Leonilla, Junilla, Neon und Turbon nach Ellwangen gebracht. Durch die günstige Lage der neu gegründeten Siedlung an zwei Fernstraßen und dank des Einflusses der beiden Gründer entwickelte sich Ellwangen schnell zu einem bedeutenden Zentrum. Der heute den Stadtkern prägende Kirchenbau ist bereits der dritte an dieser Stelle und entstand in den Jahren 1182 bis 1233. Die Basilika St. Vitus gilt als die bedeutendste romanische Gewölbebasilika Schwabens.
Wer Ellwangen besucht, der erblickt schon von Weitem die drei romanischen Türme der Basilika St. Vitus. Zwei dieser Türme ragen auf der Ostseite 42 m hoch empor, ein weiterer schmückt als Dachreiter die Westseite der 73 m langen Basilika minor. Zusammen mit dem direkt an den Kirchenbau angrenzenden Marktplatz stellt die Stiftskirche das Zentrum der Stadt Ellwangen dar. Der Kirchenbau ist umgeben von zahlreichen historischen Bauten. Dazu gehören die den Marktplatz halbkreisförmig begrenzenden barocken Stiftsherrenhäuser, Adelspaläste und Amtsgebäude der Fürstpropstei Ellwangen. Direkt an die Nordwestfassade der Basilika St. Vitus angeschlossen ist die heute evangelische Jesuitenkirche.

## Geschichte

### Gründung des Klosters Ellwangen

Historische Ansicht der Basilika St. Vitus (um 1849)

Die Basilika St. Vitus wurde ursprünglich als Stiftskirche für das Kloster Ellwangen erbaut. Die ersten Mönche kamen vermutlich aus dem Burgund und die beiden Gründer Ellwangens statteten die neugegründete Benediktinerabtei reichhaltig mit Reliquien aus, die zur damaligen Zeit eine große Anziehungskraft auf Pilger besaßen. So kann die Kirche die Reliquien der 16 Stiftsheiligen ihr Eigen nennen, zu denen auch Sulpitius und Servilianus gehören, die Patrone der frühen Klosterkirche. Auch der Schrein mit den Reliquien der später heiliggesprochenen Klostergründer Hariolf und Erlolf steht in der Basilika.
Erstmals erwähnt wurde das Kloster bereits am 8. April 814 in einer Urkunde Kaiser Ludwigs des Frommen. Seit 817 gehörte das Kloster zu den Reichsabteien. Kaiser Karl der Große wies dem Kloster das obere Jagsttal als Interessenssphäre zu. Zudem erhielt es in den ersten Jahren seines Bestehens wichtige Posten in Gunzenhausen, Schriesheim (bei Heidelberg) und Katzwang (bei Nürnberg) sowie Güter auf der Blaubeurener Alb.

### 12. und 13. Jahrhundert
Im 12. Jahrhundert wurde der Wunsch nach einer der Stellung des Klosters als Reichsabtei angemessenen Stiftskirche laut. Sie sollte das Patrozinium des heiligen Vitus erhalten. Von 1100 bis 1124 entstand unter dem Abt Helmerich ein hochromanischer Neubau der Stiftskirche und der Konventbauten. Die Weihe dieses Kirchenbaus, der vermutlich weiter westlich stand als der heutige, nahmen 1124 die Bischöfe Hermann von Vohburg (Bistum Augsburg) und Ulrich I. (Bistum Konstanz) vor.
Da das Kloster sich in einer finanziellen Notlage befand, überließ Abt Helmerich Laien Baugrund innerhalb der Klosteranlage. An der südlichen Klostermauer wurden Häuser gebaut und ein Teil der Siedlung Ellwangen mit der Klosteranlage vereinigt; der Stadtgründungsprozess war eingeleitet.
Auf den Druck der Mönche musste daraufhin Helmerich zurücktreten. Wie eine erhaltene Anklageschrift zeigt, warfen die Mönche dem Abt vor, durch die Vereinigung des Klosters mit der Siedlung die klösterliche Ruhe gestört zu haben. Das Kloster wurde spätestens ab 1124 exemt, das heißt, es unterstand direkt dem Papst. Seine Äbte waren ab 1215 Reichsfürsten.
In den folgenden Jahren wurden der Siedlungs- und der Klosterbau vorangetrieben. Abt Adalbert I. (1136–1173), der wahrscheinlich aus dem Reformkloster Ottobeuren stammte, erneuerte das klösterliche Leben in Ellwangen. Abt Kuno I. (1188–1221) erbaute das Schloss ob Ellwangen als Wehrburg und stieg 1215 sogar zum Reichsfürsten auf. Liturgische Bücher wie ein lateinisches Lektionar und ein Totenbuch aus dieser Zeit lassen auf geistliche Blütezeiten im Kloster Ellwangen schließen. Abt Kuno reiste auch im diplomatischen Dienste des Stauferkönigs Friedrich II. im Frühjahr 1220 an der Spitze einer Delegation nach Rom, um mit dem Papst über die Kaiserkrönung zu verhandeln.
Eine Brandkatastrophe im Jahr 1182 machte einen abermaligen Neubau der Abtei notwendig, dessen Größe die der vorhergehenden übertraf. Nach knapp 50 Jahren Bauzeit (1182 bis 1233) weihte der Naumburger Bischof Engelhard am 3. Oktober 1233 den Kirchenbau, der bis heute – zumindest äußerlich – weitestgehend unverändert geblieben ist.

### Fürstpropstei Ellwangen

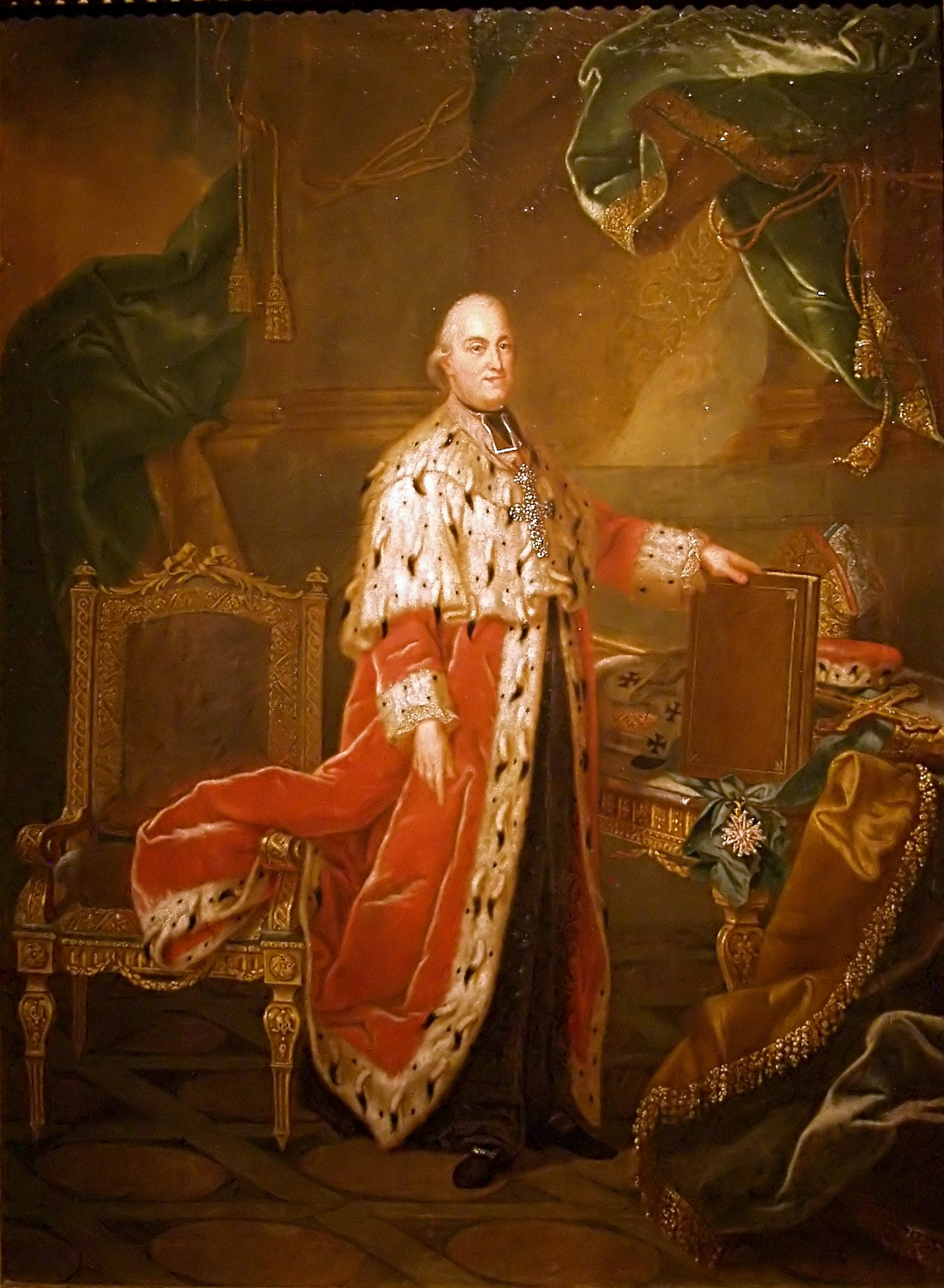
Fürstpropst Clemens Wenzeslaus von Sachsen

Nach 1350 wurden auch im Klostergebiet des Klosters Ellwangen die Folgen von Pest, Missernten und Teuerungen spürbar, begleitet von sowohl einem wirtschaftlichen als auch sittlichen Verfall: Die Zahl der Konventualen schrumpfte stark. Im Jahr 1443 beschädigte ein verheerender Stadtbrand auch Teile des Klosters und des Kirchengebäudes. Daraufhin wurde am 14. Januar 1460 mit Einverständnis des Papstes Pius II. das Kloster in ein Chorherrenstift umgewandelt. Diesem exemten weltlichen Chorherrenstift standen ein Fürstpropst und ein Stiftskapitel (zwölf adlige Kanoniker, zehn Chorvikare) vor. Der Propst residierte auf dem Schloss ob Ellwangen und hatte die kirchlichen Rechte eines Bischofs.
Die nun anbrechende Zeit des Stiftes war von vielfältigen Änderungen geprägt: Das reichsunmittelbare Kanonikerstift bestand aus zwölf überwiegend adeligen Kanonikern, zehn Vikaren und einem Fürstpropst, der zugleich auch Stadtherr von Ellwangen war. Er wurde vom Stiftskapitel gewählt und musste sich vom Papst bestätigen lassen.
Das mittlerweile fast 250 Jahre alte Gotteshaus war in einem sehr schlechten baulichen Zustand, so dass Propst Albrecht I. von Rechberg den Miltenberger Baumeister Hans Stieglitz mit umfangreichen Renovierungs- und Neubauten betraute: So entstand 1467 ein neuer Kreuzgang, die abgebrannten Klostergebäude wurden wiederhergestellt und 1473 durch die Liebfrauenkapelle ergänzt.

### Reformationszeit
Zu Beginn der Reformation war Albrecht Thumb von Neuburg Fürstpropst in Ellwangen. Wegen ständiger Streitigkeiten zwischen Albrecht und seinem Stiftskapitel verkaufte dieser schließlich 1521 sein Amt an den mächtigen Pfalzgrafen Heinrich.
Der Stiftsprediger Kreß und der Stadtpfarrer Georg Mumpach waren die gelehrten Köpfe der Ellwanger Reformationsbewegung. Auch einige Chorherren und Chorvikare sympathisierten mit der Lehre Martin Luthers. Im Zuge der Bauernaufstände in ganz Schwaben kam es auch in Ellwangen im April 1525 zu Unruhen, die sich gegen die Obrigkeit richteten. Die meisten Chorherren des Stiftskapitels mussten infolgedessen aus der Fürstpropstei flüchten.
Der Schwäbische Bund schickte Hauptmann Reinhard von Neuneck mit einem kleinen Heer nach Ellwangen, das den Bauernaufstand beendete und von den Bewohnern den Treueeid abverlangte. Der Stiftsprediger Kreß und der Stadtpfarrer Georg Mumpach wurden der Irrlehre überführt und am 7. November 1525 in Lauingen enthauptet; sympathisierende Chorherren mussten auf ihr Kanonikat verzichten und die Fürstpropstei Ellwangen für immer verlassen.
Durch Rückhalt des Kaisers Karl V. wurde Ellwangen zu einer katholischen Enklave in einer weitgehend evangelischen Umgebung. Das Stiftskapitel wählte nach dem Tod Heinrichs von der Pfalz im Jahr 1552 den mächtigen Kardinal Otto von Waldburg zum Fürstpropst. Der Kardinal war ein Anhänger der katholischen Politik des Kaisers und ein Vorkämpfer für die politische Stabilisierung des Stiftes als selbständiges katholisch-geistliches Fürstentum innerhalb des Heiligen Römischen Reiches. Nach dem Augsburger Religionsfrieden drängte Fürstpropst Otto von Waldburg auch auf eine Reform des Klerus im ganzen Stiftsgebiet. Von Rom aus kümmerte er sich persönlich um die Neubesetzung der geistlichen Ämter.

### Barockisierung des Kirchenraumes
Eine tiefgreifende Umgestaltung erfuhr der Kirchenraum, als er unter Fürstpropst Johann Christoph von Freyberg-Eisenberg durch Wessobrunner Meister in den Jahren 1661/62 barockisiert wurde. Das 18. Jahrhundert empfand diesen frühbarocken Umbau wohl als zu nüchtern und begann ab 1737 mit der Ausgestaltung der Kirche in modernen Rokokoformen. Bis 1741 arbeiteten die aus Ludwigsburg berufenen norditalienischen Meister Donato Riccardo Retti, Carlo Carlone und Emanuele Pighini an der Dekoration und schufen unter anderem die den Raum beherrschenden Figuren der Apostel und Evangelisten.

### Zeit nach dem Ende des Stiftes

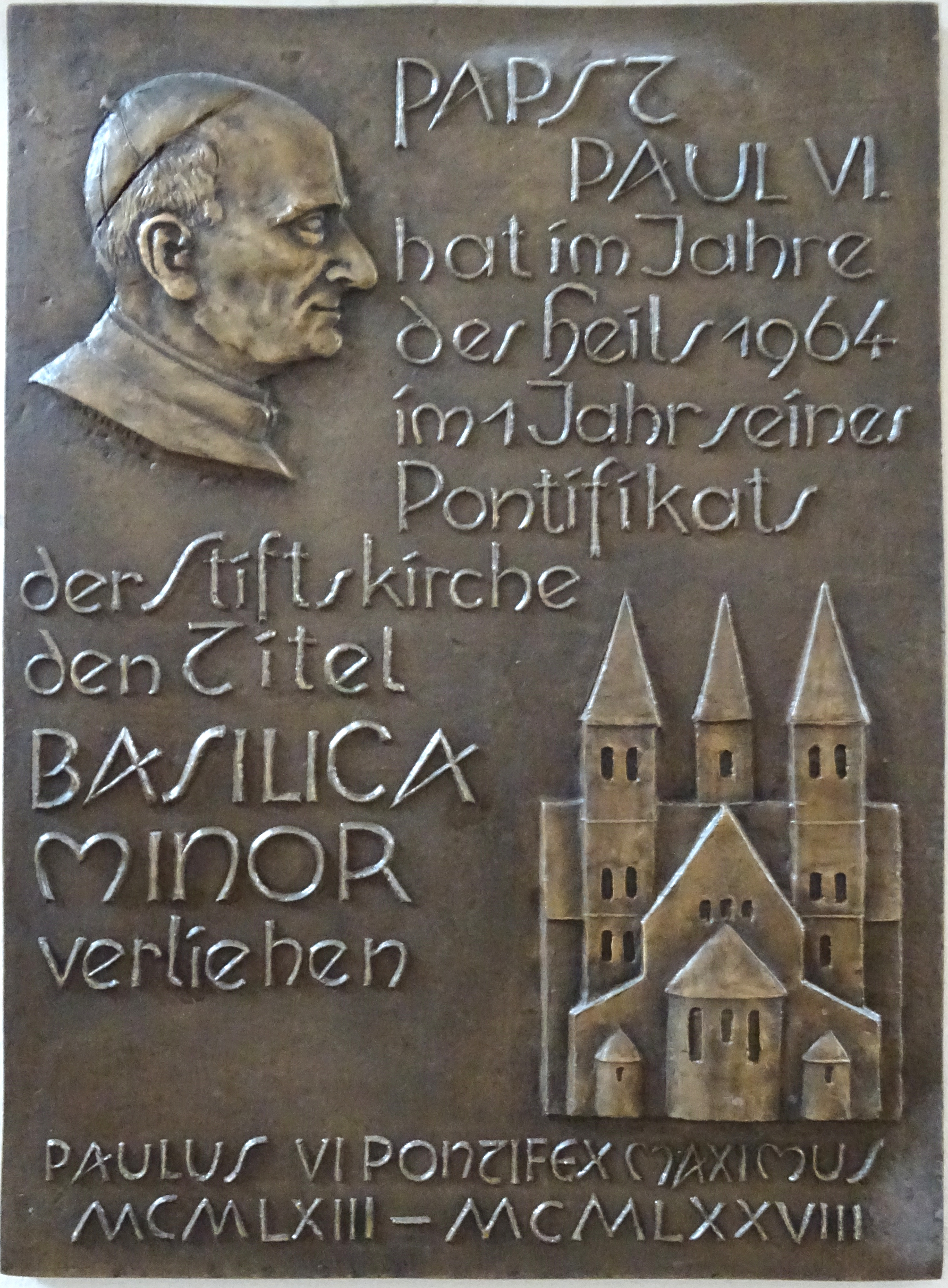
Tafel zur Erinnerung an die Verleihung des Titels Basilica minor

Nach der Säkularisation des Stifts in den Jahren 1802/03 kam die Fürstpropstei an Württemberg, und der Fürstpropst verlor seine Macht. Seitdem ist die „Stiftskirche“ die Gemeindekirche der inzwischen knapp 3350 Katholiken zählenden St.-Vitus-Gemeinde.
Im 20. Jahrhundert wurden abermals Renovierungsarbeiten nötig, zunächst 1909/10. Im Zweiten Weltkrieg schlugen in der Nacht des 22./23. April 1945 während der amerikanischen Belagerung Granaten in das nördliche Hauptdach und den Nordturm ein und beschädigten beides. Nach dem Krieg wurden erneute Renovierungsmaßnahmen nötig, die von 1959 bis 1964 andauerten. Im Zuge dieser Arbeiten konnte die romanische Krypta wiederhergestellt und zudem Grabungsarbeiten in ebendieser und im Kreuzganggarten unternommen werden. Dabei wurde das Ellwanger Reliquienkästchen entdeckt.
Anlässlich der 1200-Jahr-Feier Ellwangens wurde St. Vitus am 18. Januar 1964 von Papst Paul VI. der Rang einer Basilica minor verliehen. 1983 feierten Stadt und Kirchengemeinde das 750-jährige Weihejubiläum der Kirche.
Von 1992 bis 1999 wurde die durch Witterungseinflüsse erheblich in Mitleidenschaft gezogenen Sandsteinaußenfassade umfassend renoviert. Im Jahr 2000 konnte die Michaelskapelle unter dem Westturm wiederhergestellt werden, für die der Künstlerpfarrer Sieger Köder Glasfenster gestaltete.
Am 3. Oktober 2008 jährte sich die Weihe der Basilika St. Vitus zum 775. Mal. Kirchenmusikalische und kulturelle Veranstaltungen begleiteten diese Feierlichkeiten über das gesamte Jahr. Ihren Höhepunkt erreichten sie mit dem Besuch des Kardinals Walter Kasper am Ostermontag und des Bischofs der Diözese Rottenburg-Stuttgart Gebhard Fürst, der 1977 in der Basilika zum Priester geweiht worden war, am 3. Oktober 2008.

## Kirchenbau

### Außenfassade

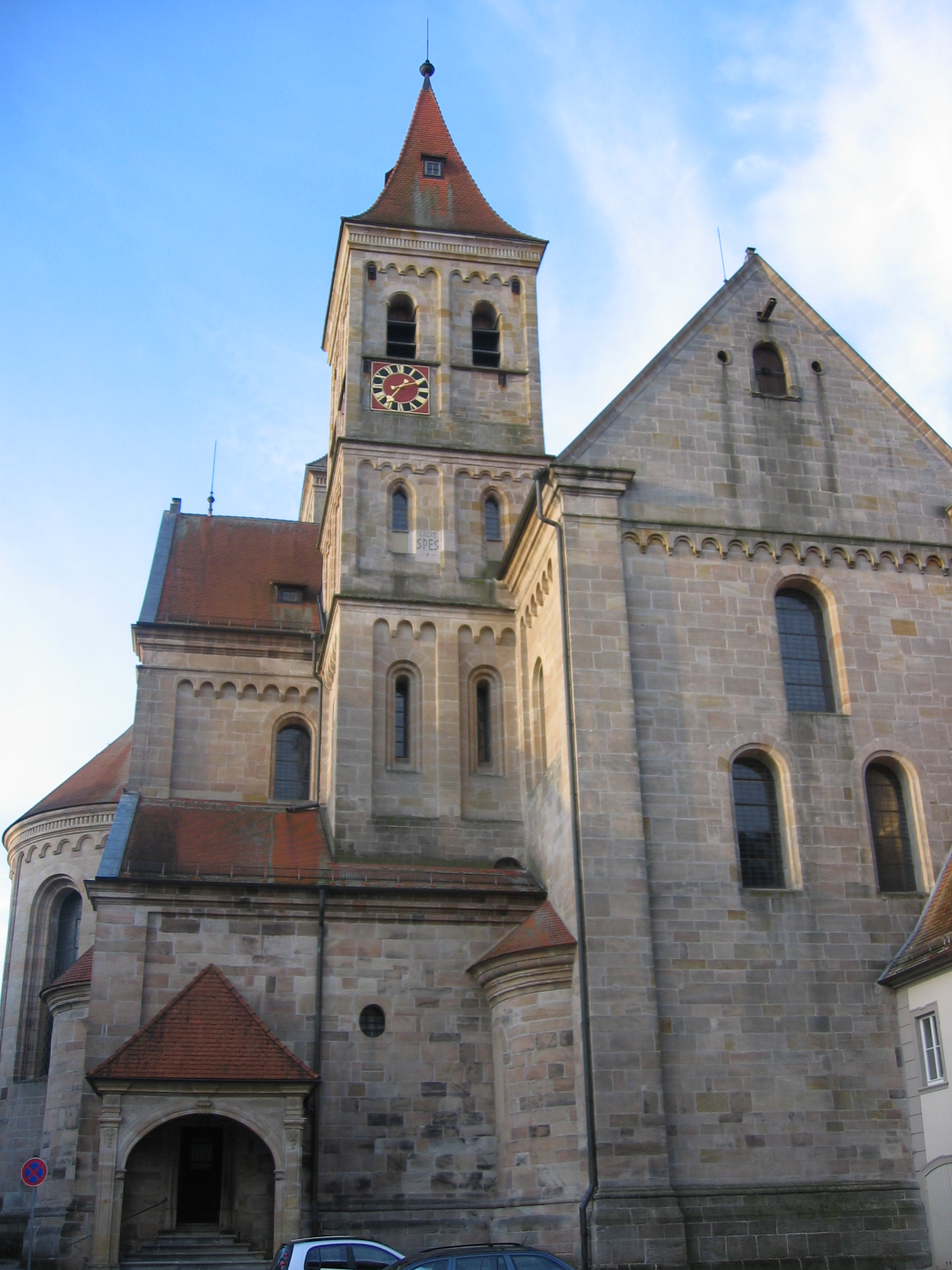
Der Chor von Nordosten

Die Außenfassade der Basilika St. Vitus ist weitgehend originale hochmittelalterliche Architektur, die nur durch einige gotische und barocke Ergänzungen gestört wird. Die dreischiffige spätromanische Basilika mit kreuzförmigem Grundriss wurde aus abwechselnd violetten und ockergrauen Sandsteinquadern erbaut. An das Nordschiff schließt sich der später angefügte spätgotische Kreuzgang an, der durch die in den Kreuzgarten ausspringende Liebfrauenkapelle ergänzt wird. Im Anschluss an den Kreuzgang steht das „Jeningenheim“, das Gemeindehaus der Kirchengemeinde. In ihm ist auch das Verwaltungszentrum der Kirchengemeinde St. Vitus und die Kapitelsbibliothek untergebracht.
Vor der Westfassade liegt unten als Querriegel eine Vorhalle, das „Alte Stift“. Es ist ebenso wie die darüber liegende Michaelskapelle in ihrer originalen romanischen Gestalt mit unter anderem reich verzierten Säulenkapitellen erhalten. Direkt an das Alte Stift angeschlossen ist die ehemalige Jesuitenkirche, die heutige evangelische Stadtkirche.
Die Südseite des Hauptschiffes bereichert ein Schmuckfries, die Nordseite erscheint hingegen schlichter. Im 18. Jahrhundert wurde dem alten Bestand die zweigeschossige Sakristei (1699) und die Wolkensteinkapelle (1701) hinzugefügt. Diese Bauteile heben sich schon durch ihren weißen Kalkputz vom mittelalterlichen Sandsteinmauerwerk der romanischen Kirche ab. Steht man auf dem Marktplatz, so fällt an der Südseite der Basilika neben der Sakristei eine frühgotische Sonnenuhr mit den 12 Tierkreiszeichen auf, die aus der Zeit um 1200 stammt. Zudem schmücken Sandsteinfiguren der Klostergründer Hariolf und Erlolf und ein Bildnis des Jüngsten Gerichtes die Fassade.

### Gestaltung der Portale

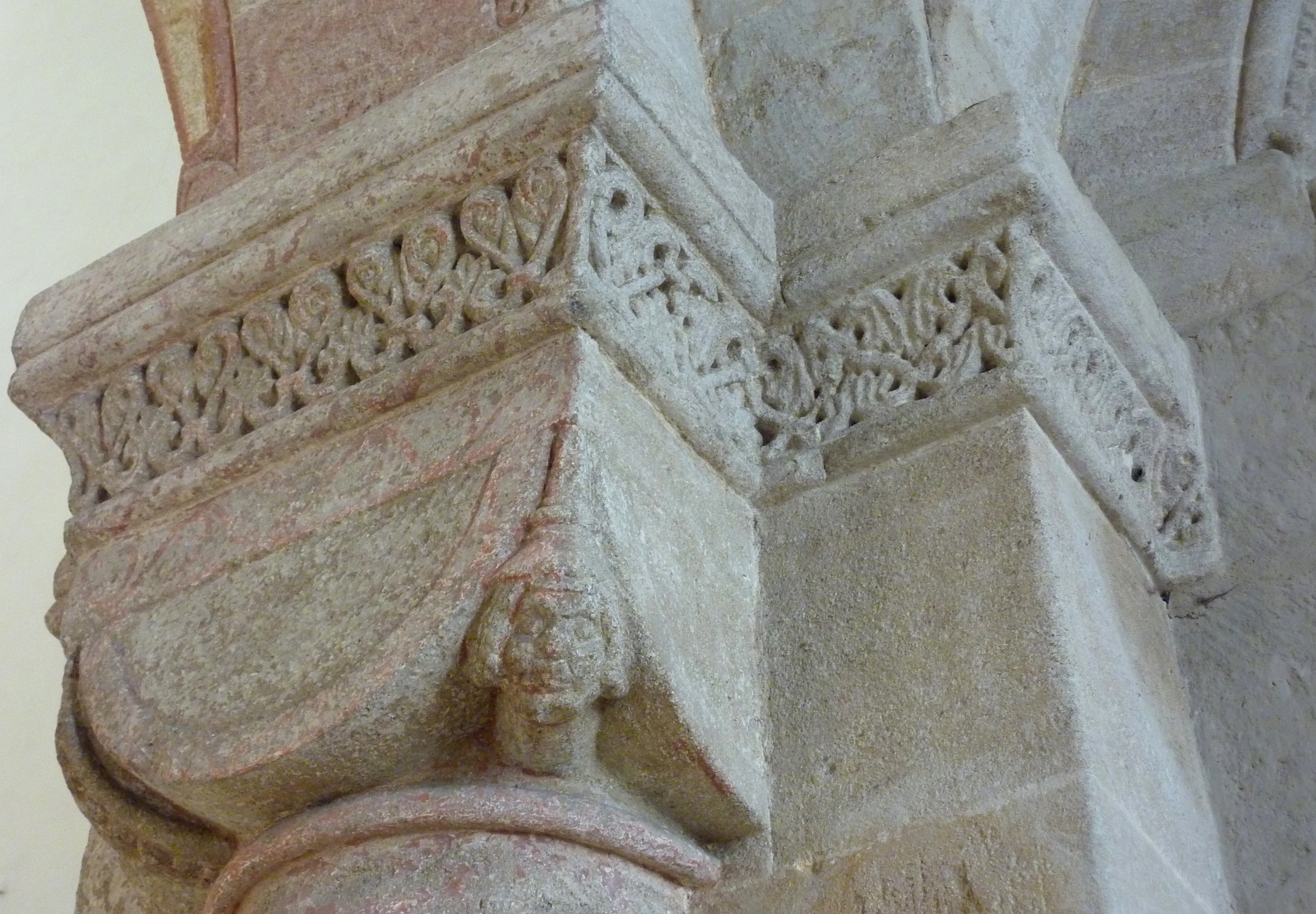
Pfeiler mit profiliertem Kämpfer und plastischem Würfelschild in der westlichen Vorhalle

Zu den Merkmalen der Außenfassade gehören fünf unversehrt erhaltene Rundbogenportale. Das Hauptportal (um 1225) auf der Südseite mit seinem reich verzierten Gewände zeigt im Tympanon den erhöhten Christus mit Kreuzzepter zusammen mit Maria und Johannes. Darüber ist Gottvater mit der Erdkugel zu erkennen. Die neuromanischen Bronzetüren von 1910 entwarf der Stuttgarter Bildhauer August Koch. Sie sind mit zwei Löwenköpfen verziert und zeigen vier Kränze haltende Engel. Der zweite Eingang auf der Südseite wurde 1701 beim Bau der Wolkensteinkapelle zugemauert, ist aber nach wie vor zu erkennen.
Das Westportal ist der Einlass ins „Alte Stift“: Das verhältnismäßig einfach gestaltete Spitzbogenportal zeigt im Tympanon die Relieffiguren der Stiftspatrone Vitus, Sulpizius und Servilianus. Die frühbarocken geschnitzten Eichenholztüren (um 1660) zeigen St. Vitus, einen Putto und das Stiftswappen, zudem allerlei Ranken- und Früchtezierrat sowie bronzene Löwenköpfe. Das Alte Stift wird durch ein ebenfalls reich verziertes Portal vom restlichen Raum getrennt. Ein weiteres, schlicht gehaltenes Portal ermöglicht den Zutritt in die Basilika von der Nordseite her.

### Kirchenraum

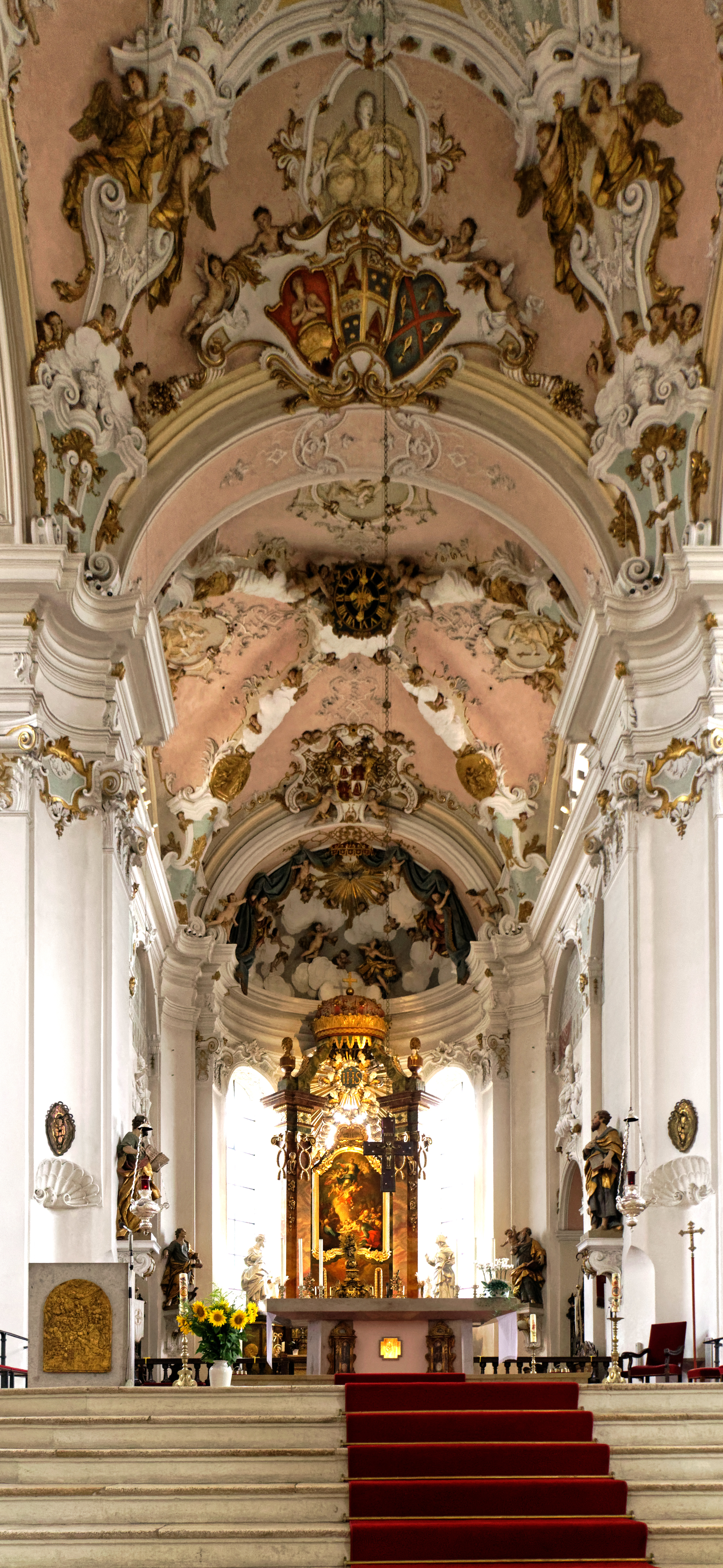
Chor und Zelebrationsaltar

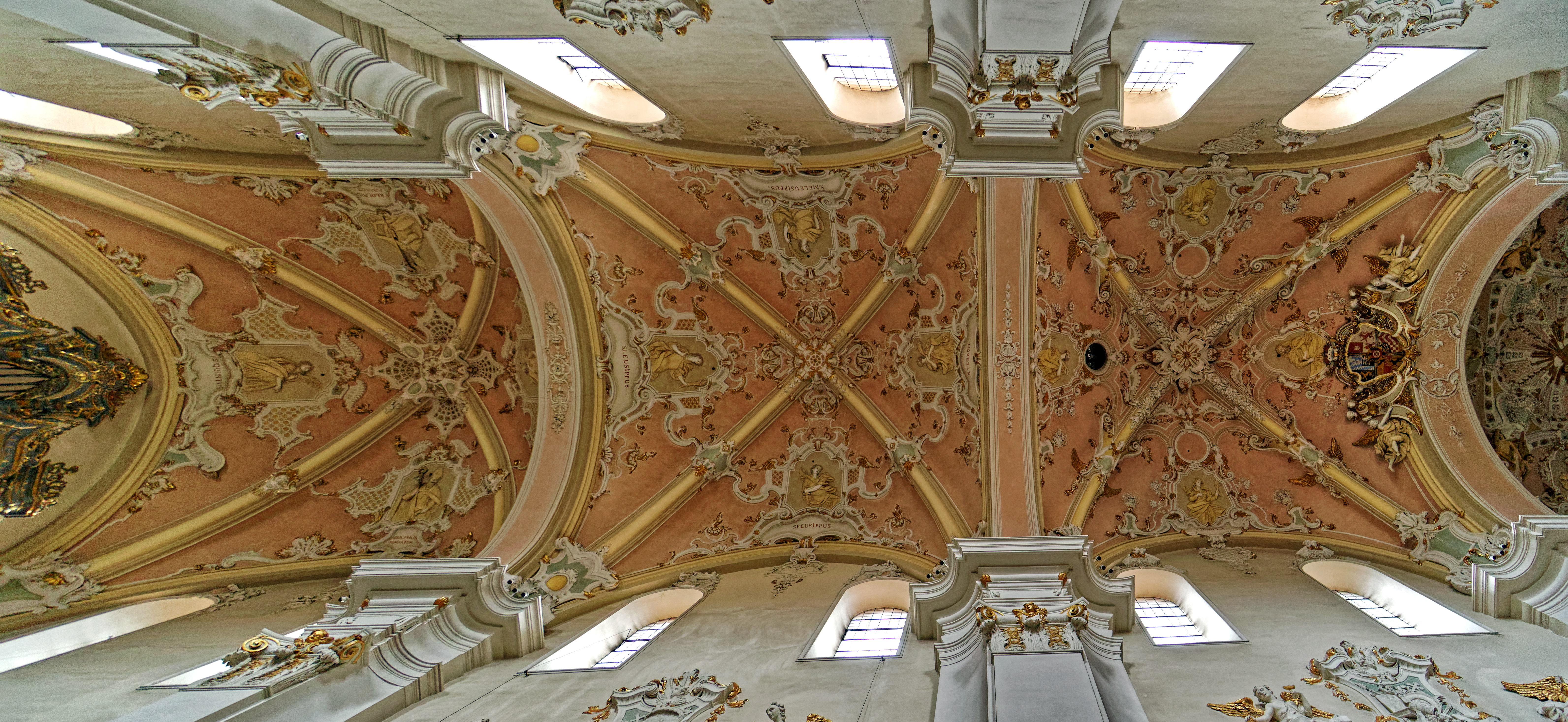
Die Decke des Mittelschiffs

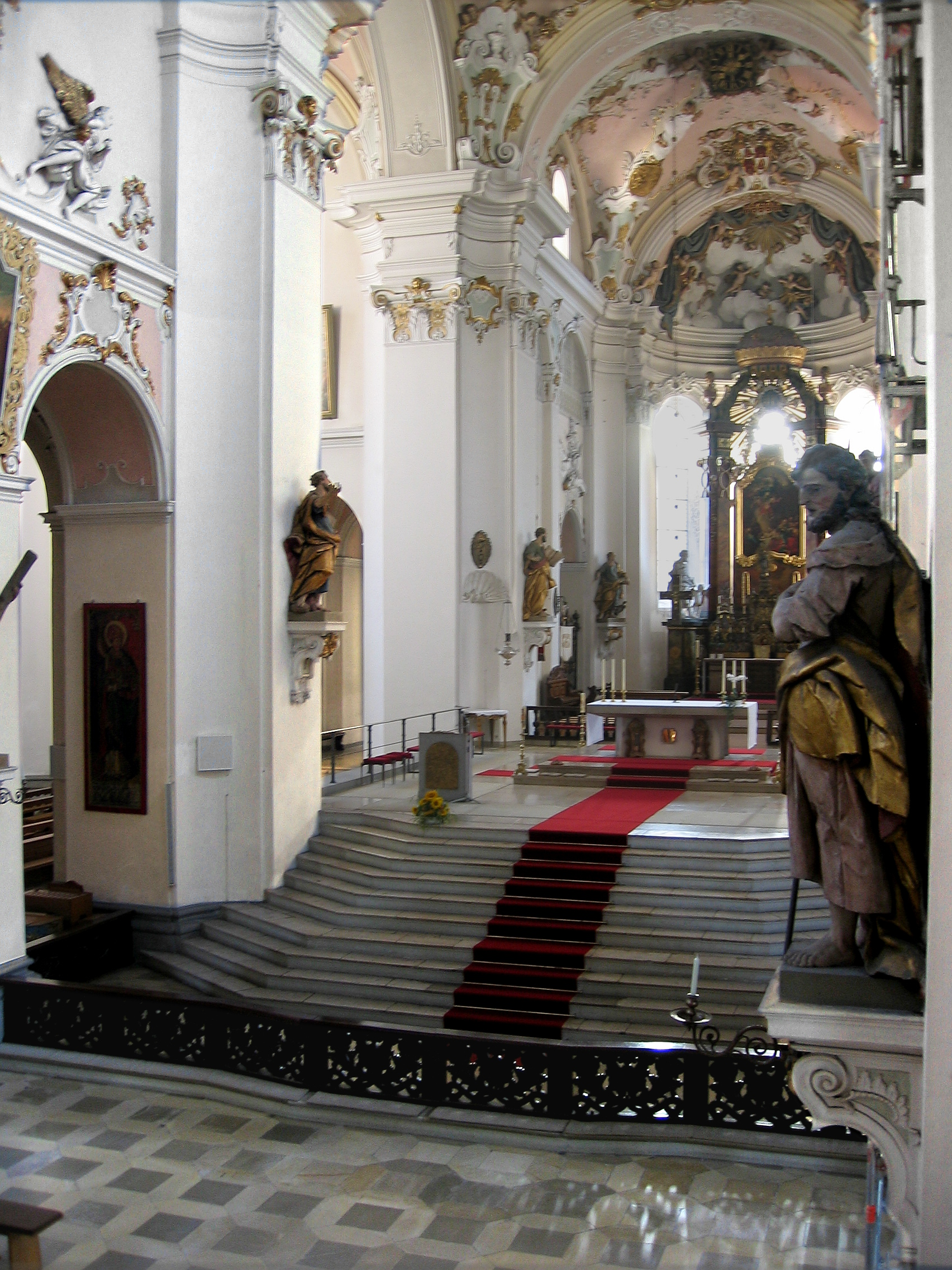
Vierung und Chor

Im Inneren zeigt sich trotz der reichen Rokokoformen noch der hochmittelalterliche Ursprung des Gebäudes. Besonders die wulstigen Gewölberippen des Mittelschiffs sind noch leicht zu erkennen. Der oberitalienische Künstler Donato Riccardo Retti, der schon im Ludwigsburger Schloss gewirkt hatte, leitete die Barockisierung des Kirchenraums. Zusammen mit weiteren Meistern ihrer Zeit wie Carlo Carlone und Emanuelo Pighini schufen sie reiche, zum Teil vollplastische Stuckdekorationen.
Ergänzt wurde der Kirchenraum durch die ebenfalls von Donato Riccardo Retti 1737 geschaffene Kanzel und die einzigartigen übermannsgroßen Apostelfiguren, die der Tessiner Bildhauer Diego Francesco Carlone (1647–1750) schuf. Ebenso erwähnenswert sind im Kirchenraum der Herz-Jesu-Altar und die Wolkensteinkapelle.
Seit 1952 ist zentral im Kirchenraum der Hauptaltar aus Jura-Marmor aufgebaut. Im Sockel des Hauptaltars ließ der frühere Stadtpfarrer Otto Häfner das Vitus-Reliquiar einsetzen, in dem eine Handreliquie des Kirchenpatrons Vitus enthalten ist. Der Überlieferung nach wurde die reich mit Gold verzierte nachempfundene Hand früher alljährlich am Vitustag der Bevölkerung präsentiert. Zur Verehrung wurde das Reliquiar geküsst, was den Ellwangern den Beinamen „Veitlesschmatzer“ einbrachte.
Über dem Hauptaltar schwebt ein modernes Hängekreuz von Rudolf Müller-Erb und Fritz Möhler.
Der Hochaltar in der Hauptapsis wurde von dem Biberacher Hans Dürner 1613 geschaffen und später durch weitere Altarteile ergänzt. Das Altarbild malte der Ellwanger Hofmaler Johann Edmund Wiedemann 1753 ursprünglich für die Marienkirche in Ellwangen. Es zeigt Maria, wie sie von Engeln in den Himmel hinaufgetragen wird. Eingerahmt wird es von übermannsgroßen, ganz in Weiß und Gold gehaltenen Statuen Joachims und Annas. Der Hochaltar wurde in seiner heutigen Form vom Ellwanger Bildhauer Viktor Geiselhart zusammengestellt und trägt neben dem Tabernakel einen Reliquienschrein der Heiligen Sulpitius und Servilianus.

#### Ellwanger Heiligenhimmel

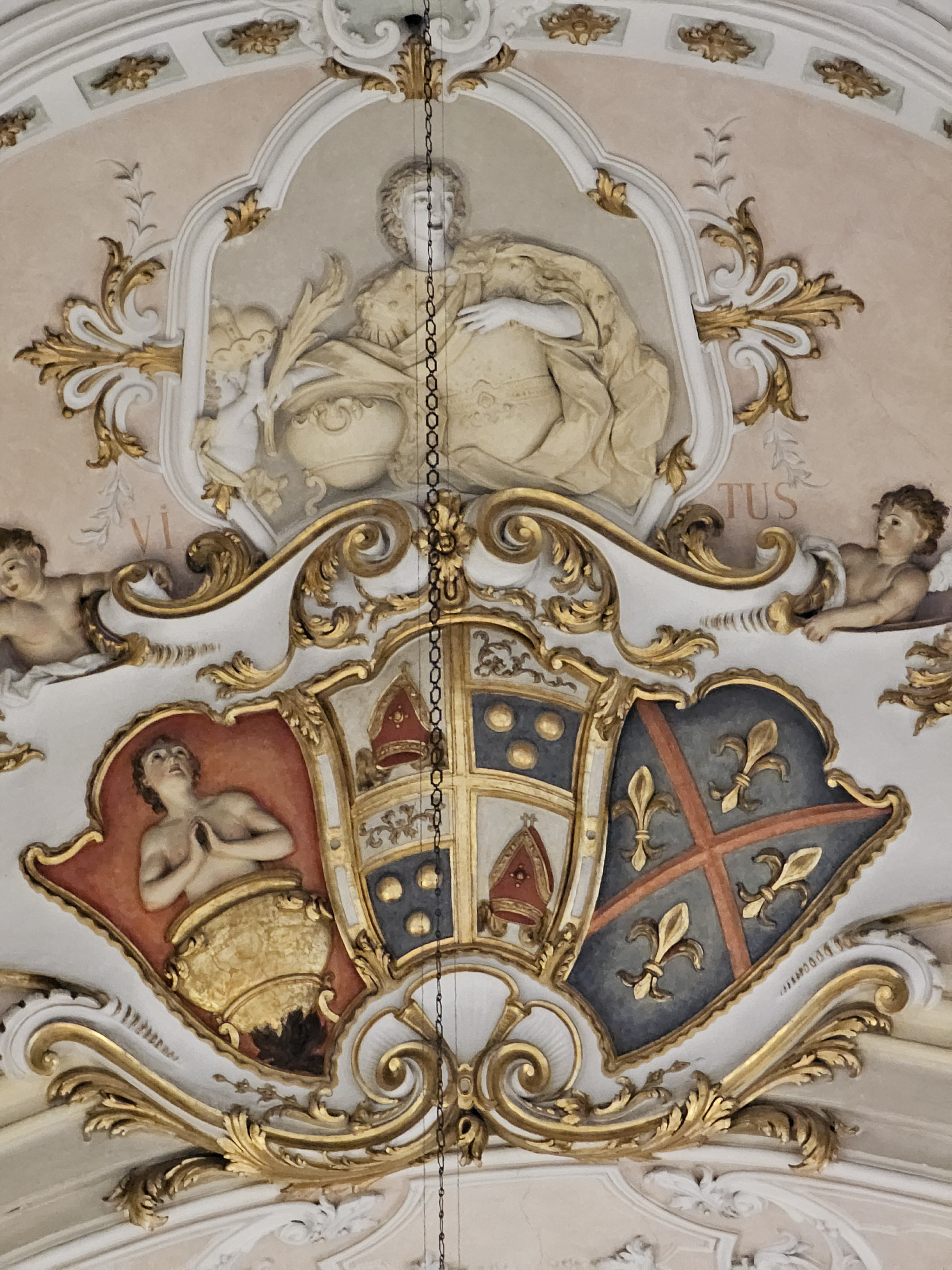
Der Kirchenpatron St. Vitus am „Heiligenhimmel“. Darunter erneut der heilige Vitus, das Wappen von Freyberg und Eisenberg und das Stadtwappen von Ellwangen

Das Gewölbe der Basilika wird auch „Ellwanger Heiligenhimmel“ genannt, weil hier neben der reichen Stuckverzierung auch Bildnisse von vier Heiligen pro Joch zu finden sind. Eine Ausnahme bildet das fünfte Joch mit nur drei Heiligen. Unter ihnen sind alle 16 Ellwanger Stiftsheiligen. Der Kirchenpatron Vitus ist über dem Zelebrationsaltar dargestellt. Sein Porträt wird von der Eisenkette des Altarkreuzes teilweise verdeckt. Der Heiligenhimmel beginnt mit dem ersten Joch über der Orgel und erstreckt sich über fünf Joche bis zum Hochaltar. Die beiden Joche der Querschiffe sind ebenfalls mit Heiligen ausgeschmückt, sodass eine kreuzförmige Anordnung entstanden ist.

##### 1. Joch
- Hariolf und Erlolf (Klostergründer von Ellwangen)
- Quintus und Quartus

##### 2. Joch
- Speusippus, Eleusippus und Meleusippus; es sind Pferdeheilige, auf deren Verehrung in Ellwangen der Kalte Markt zurückgeht, der jeweils mit einer Reitermesse am Sonntag nach Dreikönig in der Basilika beginnt.
- Turbon

##### 3. Joch

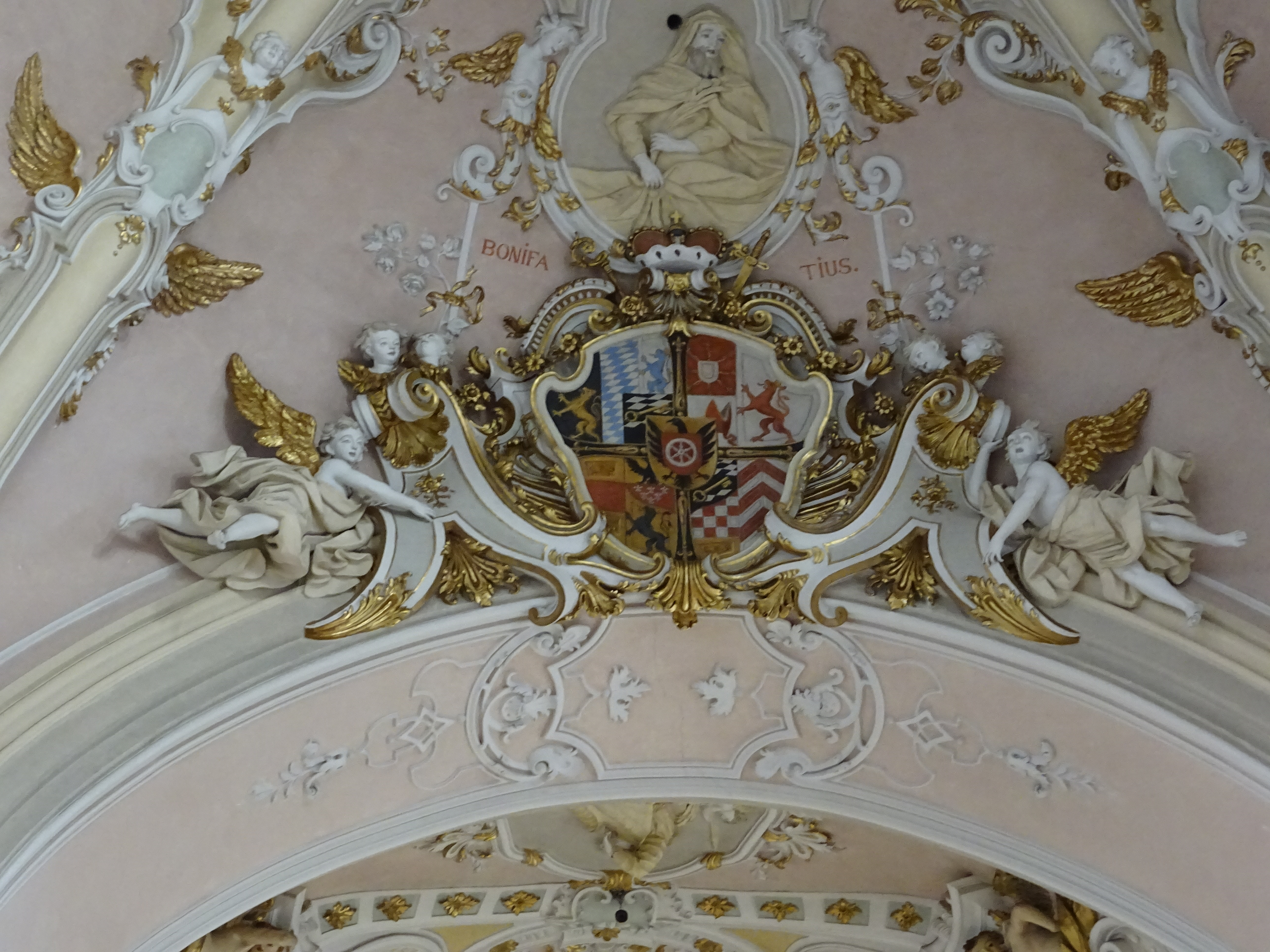
Bonifatius am „Heiligenhimmel“, darunter das Wappen von Franz Ludwig von Pfalz-Neuburg

- Bonifatius, über dem Wappen des Fürstpropstes Franz Ludwig von Pfalz-Neuburg
- Junilla, Großmutter von Speusippus, Eleusippus und Meleusippus
- Leonilla, Großmutter von Speusippus, Eleusippus und Meleusippus, vielleicht identisch mit Junilla
- Neon; er bekannte sich nach dem Tod von Speusippus, Eleusippus und Meleusippus zum christlichen Glauben und wurde zusammen mit Turbon gesteinigt.

##### 4. Joch

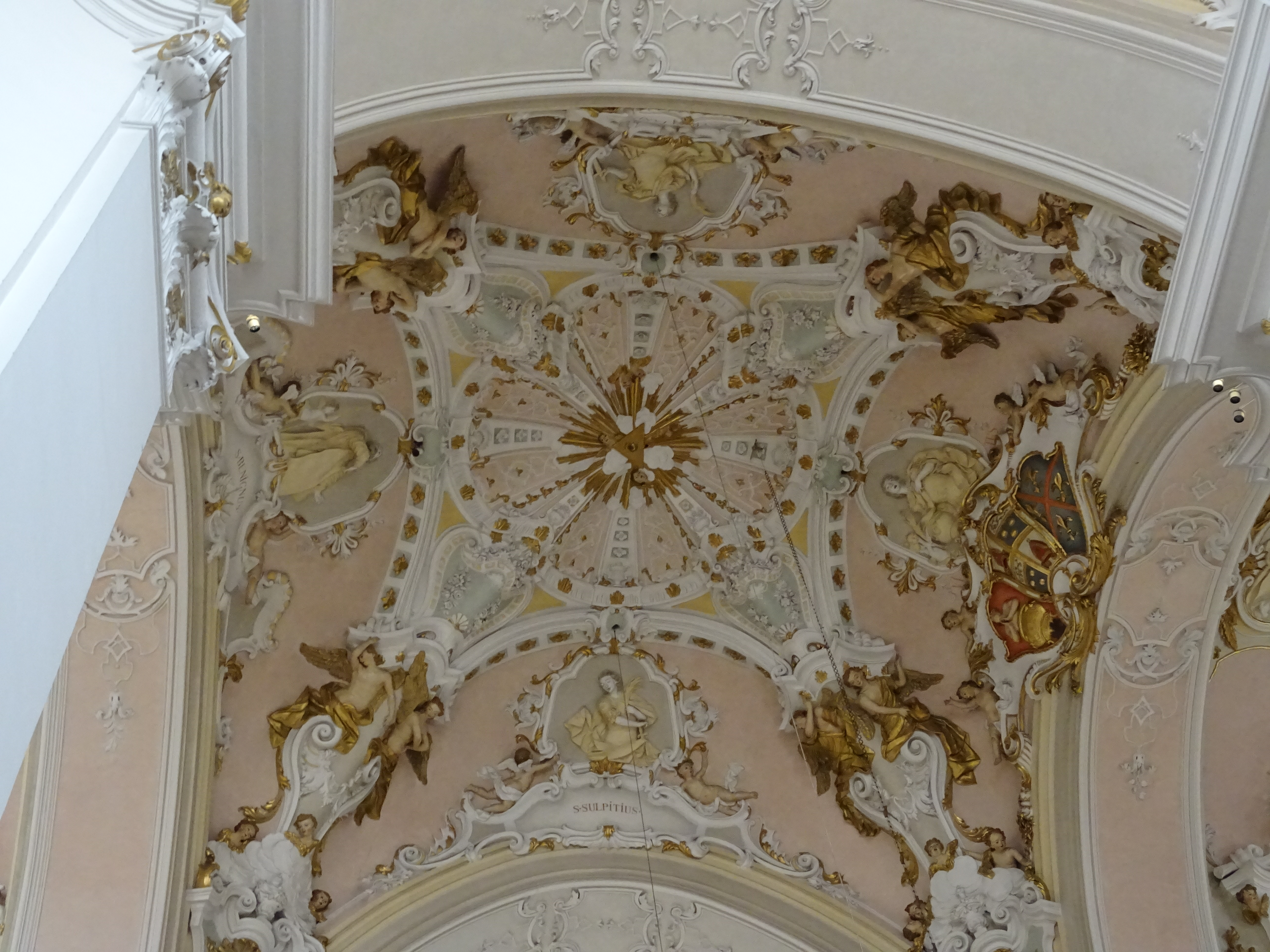
4. Joch des „Heiligenhimmels“, in der Mitte das Symbol der Dreifaltigkeit

- Vitus, Kirchenpatron, platziert über dem Wappen von Freyberg und Eisenberg sowie dem Stadtwappen von Ellwangen
- Sulpitius und Servilianus
- Benignus von Dijon

Am Scheitelpunkt des Gewölbes sieht man ein von einem Dreieck umschlossenes Gottesauge, ein Symbol der Heiligen Dreifaltigkeit. Es ist im Wolkenring mit zwei Engelköpfen dargestellt.

##### 5. Joch
Das fünfte Joch enthält nur Darstellungen von drei Heiligen, denn der Platz direkt über dem Hochaltar ist mit dem Wappen des Johann Rudolf von Rechberg gefüllt.
- Theodore
- Flavia Domitilla (Tochter der jüngeren Domitilla)
- Euphrosina

##### Südliches Querschiffjoch (rechts)
- Kaiser Heinrich II. und seine Frau Kunigunde
- Benedikt von Nursia und seine Schwester Scholastika

##### Nördliches Querschiffjoch (links)
Darstellung der Eltern und Großeltern mütterlicherseits von Jesus

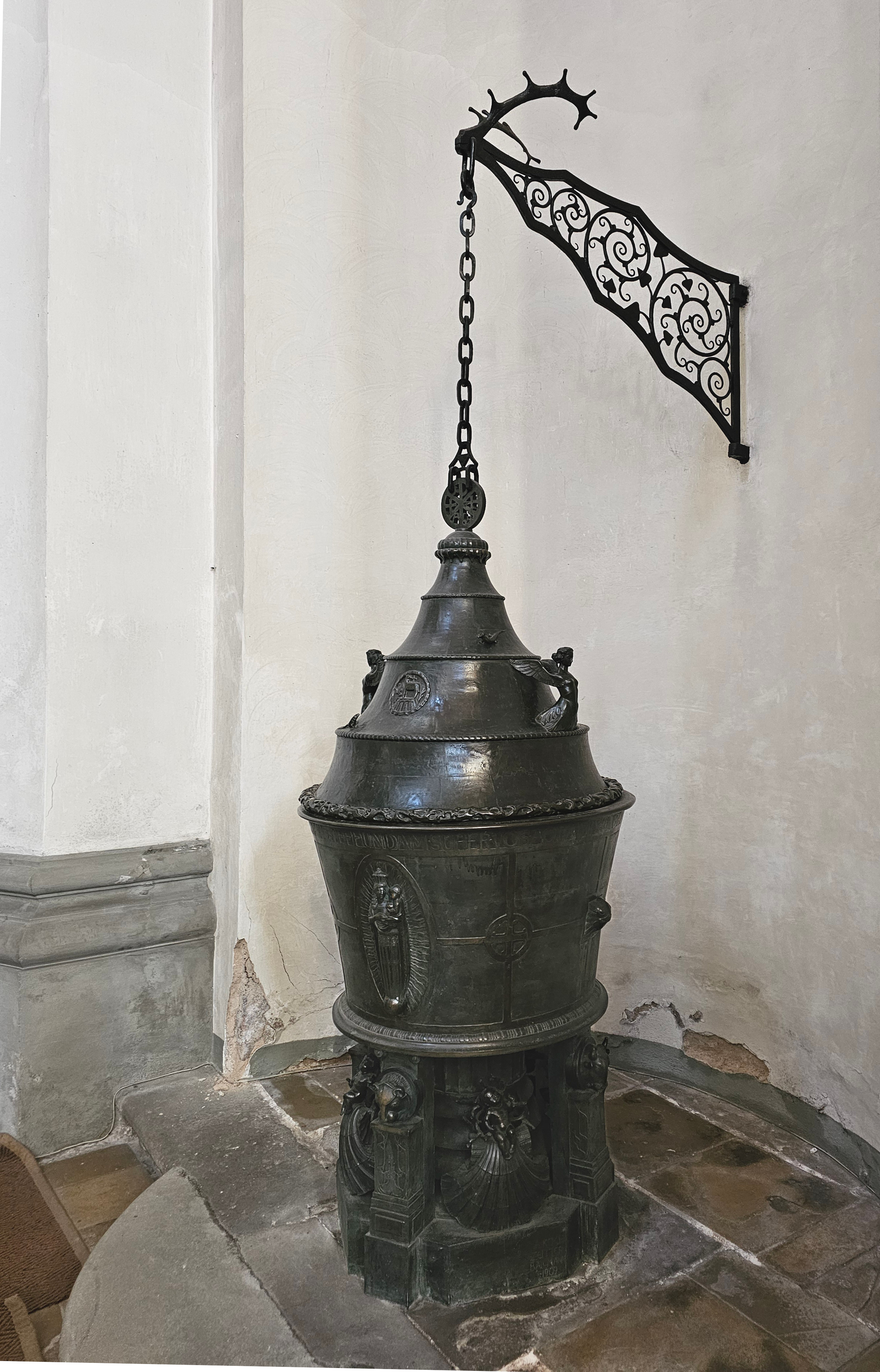
Taufbrunnen

- Anna
- Joachim
- Maria
- Josef

#### Querschiffe
Durch den kreuzförmigen Grundriss der Basilika teilt sich das Hauptschiff in zwei Querschiffe, die ebenfalls reich ausgestaltet wurden. Jeweils große manieristische Altaraufbauten fallen sofort auf. Die Altäre wurden der heiligen Barbara und dem heiligen Benedikt gewidmet, der Altar im nördlichen Querschiff dem heiligen Johannes und Michael. Sie entstanden um 1612 und sind mit einer Vielzahl von hölzernen Heiligenfiguren verziert. Im südlichen Querschiff sind die Porträts aller Ellwanger Äbte und Fürstpröpste angebracht. Zudem bewahrt es ein kunstvoll gearbeitetes Bronzeepitaph für die Klostergründer Hariolf und Erlof mit dem historisch getreuen Modell der Stiftskirche (Werkstatt Peter Vischer d. Ä., Nürnberg, um 1485/90).

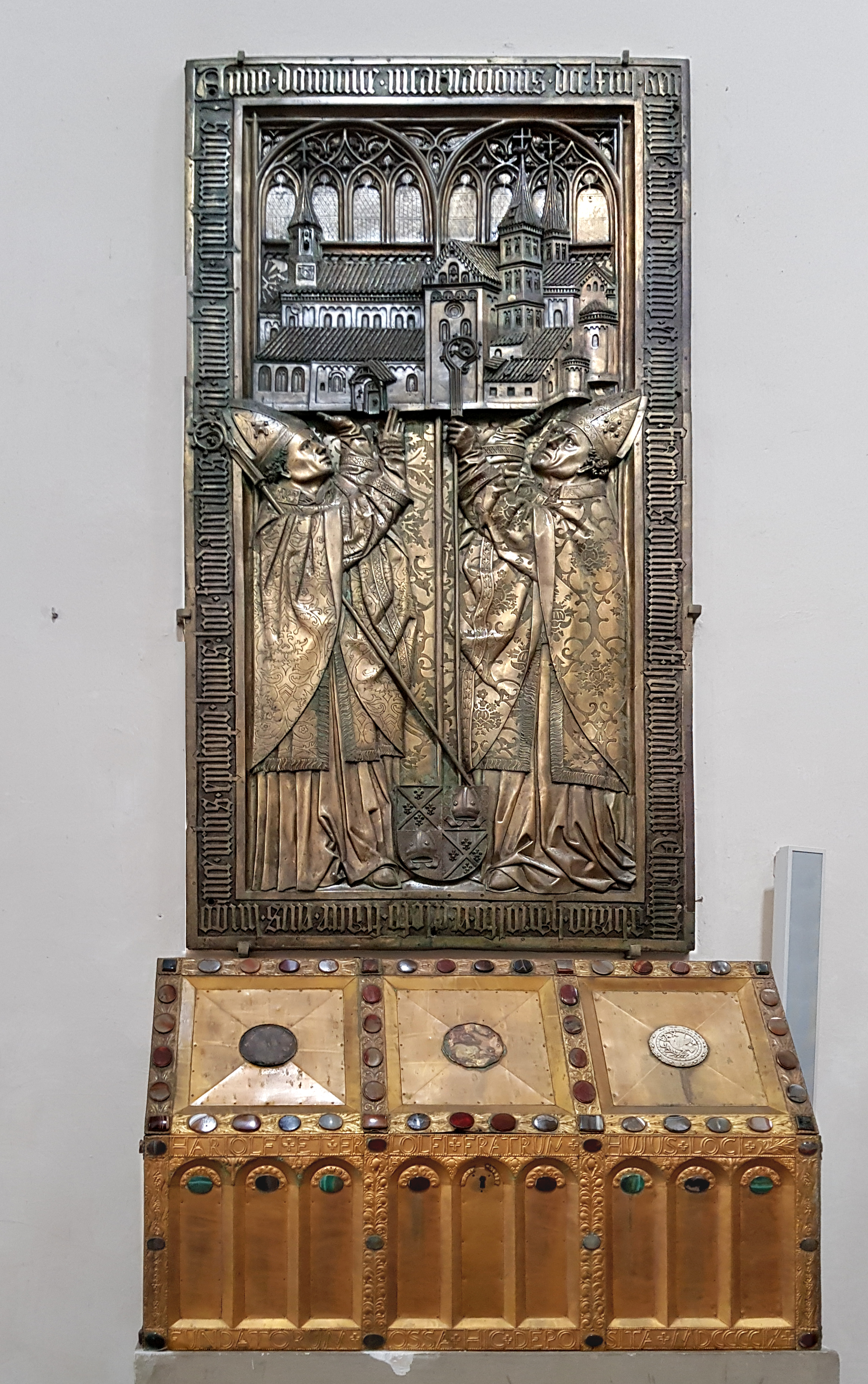
Reliquienschrein von Hariolf und Erlolf

Ebenso erinnert ein kunstvoll gearbeiteter Schrein, in dem die Reliquien der Klostergründer aufbewahrt werden, an die Gründer Ellwangens.
Im nördlichen Querschiff erinnert eine spätgotische Bronzetafel mit einer Pietà an die Fürstpröpste Johann von Hirnheim und Albrecht I. von Rechberg erinnert, die die ersten Fürstpröpste in Ellwangen waren. Die Arbeit wird meist Peter Fischer d. A. zugeschrieben. Daneben befindet sich ein Taufbrunnen aus Eisen. Außerdem wurde bei Renovierungsarbeiten in den 1960er Jahren eine Wandmalerei im nördlichen Querschiff freigelegt, die die 16 Stiftsheiligen in eidgenössischer Tracht zeigt und wohl aus dem frühen 16. Jahrhundert stammt.

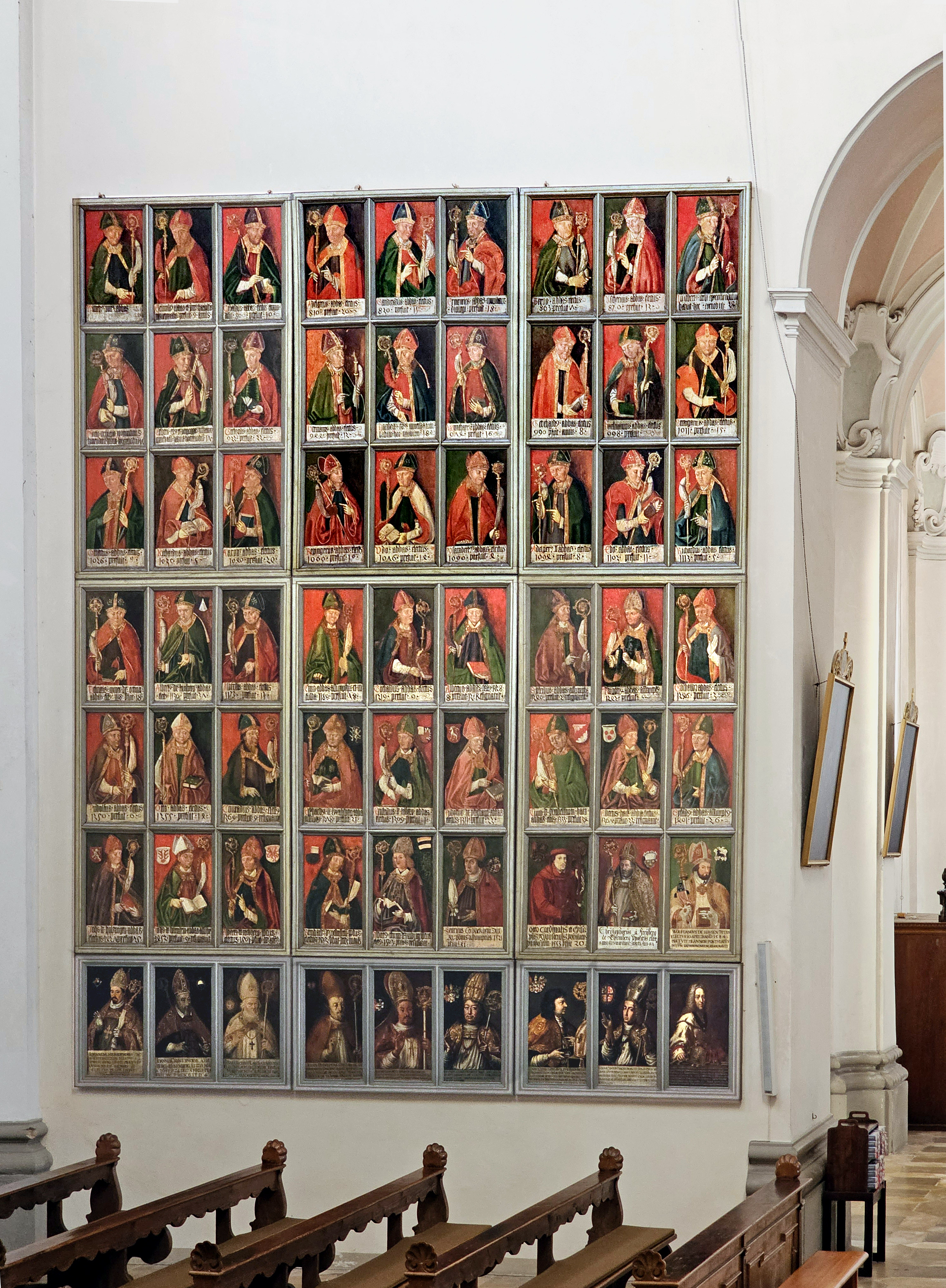
Tafel mit allen Äbten und Fürstpröpsten von Ellwangen

### Krypta und Reliquienkästchen
Die dreischiffige Krypta unter der Vierung wurde um 1200 begonnen. Der Raum öffnet sich in je drei Arkaden zu den Querhäusern und war ursprünglich größer geplant. Die Kreuzgratgewölbe werden von Rundsäulen gestützt, deren Kapitelle mit Pflanzen- und Tiermotiven geschmückt sind. Der neuromanische Altaraufsatz (um 1880) enthält Reliquien der 16 Stiftsheiligen und erinnert an den geplanten neuromanischen Rückbau des Kirchenraums, zu dem der damalige Pfarrer Franz Joseph Schwarz bereits die Entwürfe angefertigt hatte. Zudem steht in der Krypta eine ganzjährige Krippe, deren Figuren Ellwanger Bürgern nachempfunden sind.
Erst im Zuge von ausgedehnten Grabungen in Chor und Krypta in den Jahren 1959 bis 1961 wurde die Krypta in ihrer heutigen Form rekonstruiert. Bei diesen Grabungen in der Krypta der Stiftskirche wurden am 17. September 1959 Teile eines bronzebeschlagenen vorromanischen Kästchens, des sogenannten „Ellwanger Reliquienkästchens“, gefunden. Der Fund lag in einer Tiefe von rund 40 Zentimetern im südöstlichen Joch des Südschiffes, 30 bis 40 Zentimeter von der Ostmauer entfernt. Der Deckel und die vier Seitenteile sind mit Reliefs verziert, die aus dem Bronzeblech herausgetrieben wurden. Das Schloss auf der Vorderseite ist aus Silber, die Scharniere auf der Rückseite sind aus Eisen. Der Deckel zeigt die Hand Gottes, neben der rechts ein Schleier herabhängt. In den sechs rechteckigen Seitenfeldern sind in Strahlennimben sechs männliche Köpfe eingearbeitet. Welchem Zweck das Kästchen diente, ist unklar. Die ursprüngliche Vermutung, es sei ein Reliquiar, erwies sich als unwahrscheinlich. Vermutlich war es die Schmuckschatulle der Kaiserin Richildis, denn auf dem Kästchen ist ihr Mann, Kaiser Karl der Kahle, gestorben 877, dargestellt; der andere Herrscher ist sein 846 geborener Sohn Ludwig, der seinem Vater 877 auf den Thron folgte. Das 764 gegründete Ellwanger Kloster stand stets in einem engen Verhältnis zum westfränkischen Reich und dem dort residierenden kaiserlichen Hof. Eine Schenkung des Kästchens, um sich die Gunst des mächtigen Ellwanger Abtes zu sichern, wäre also wahrscheinlich.

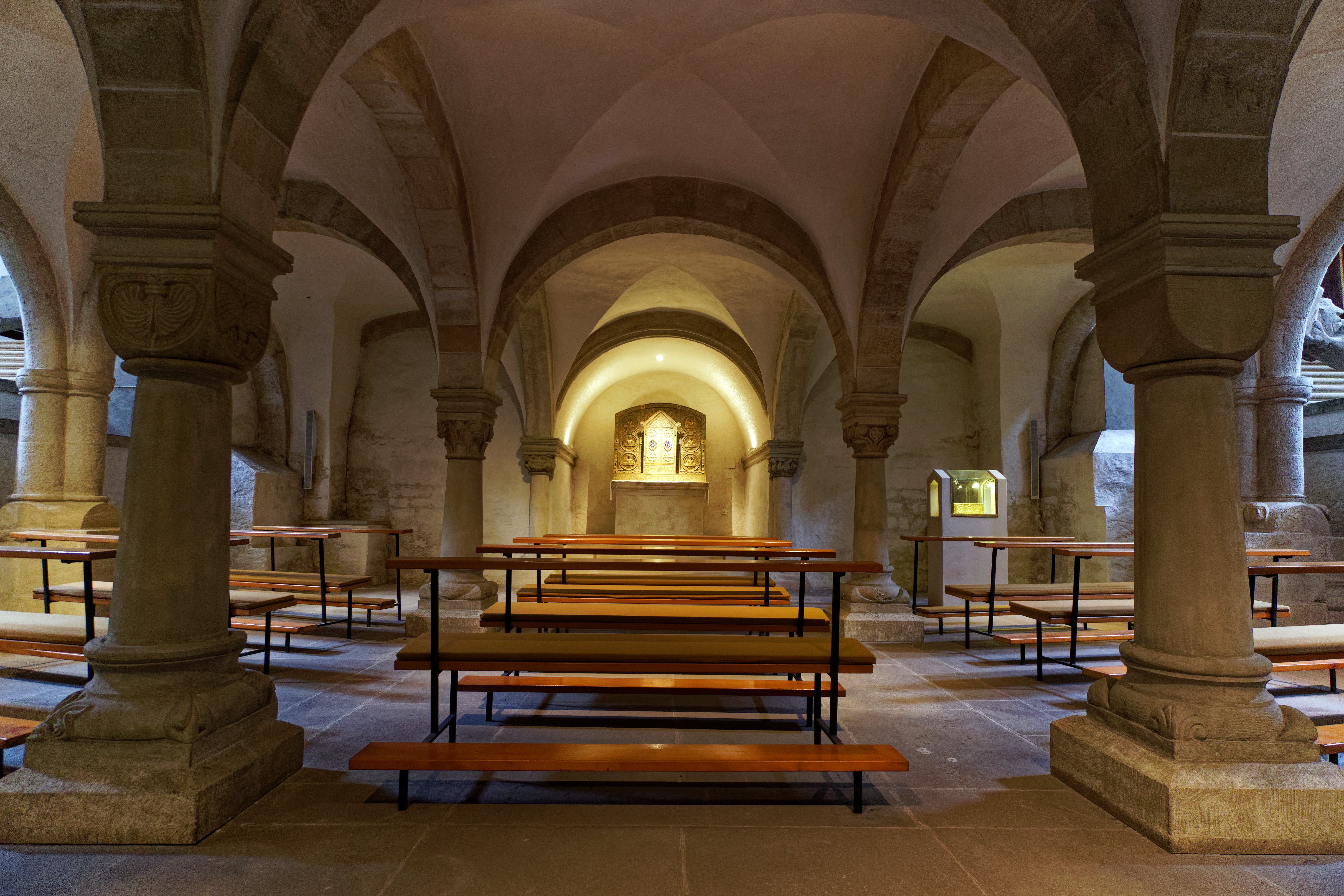
Blick in die Krypta
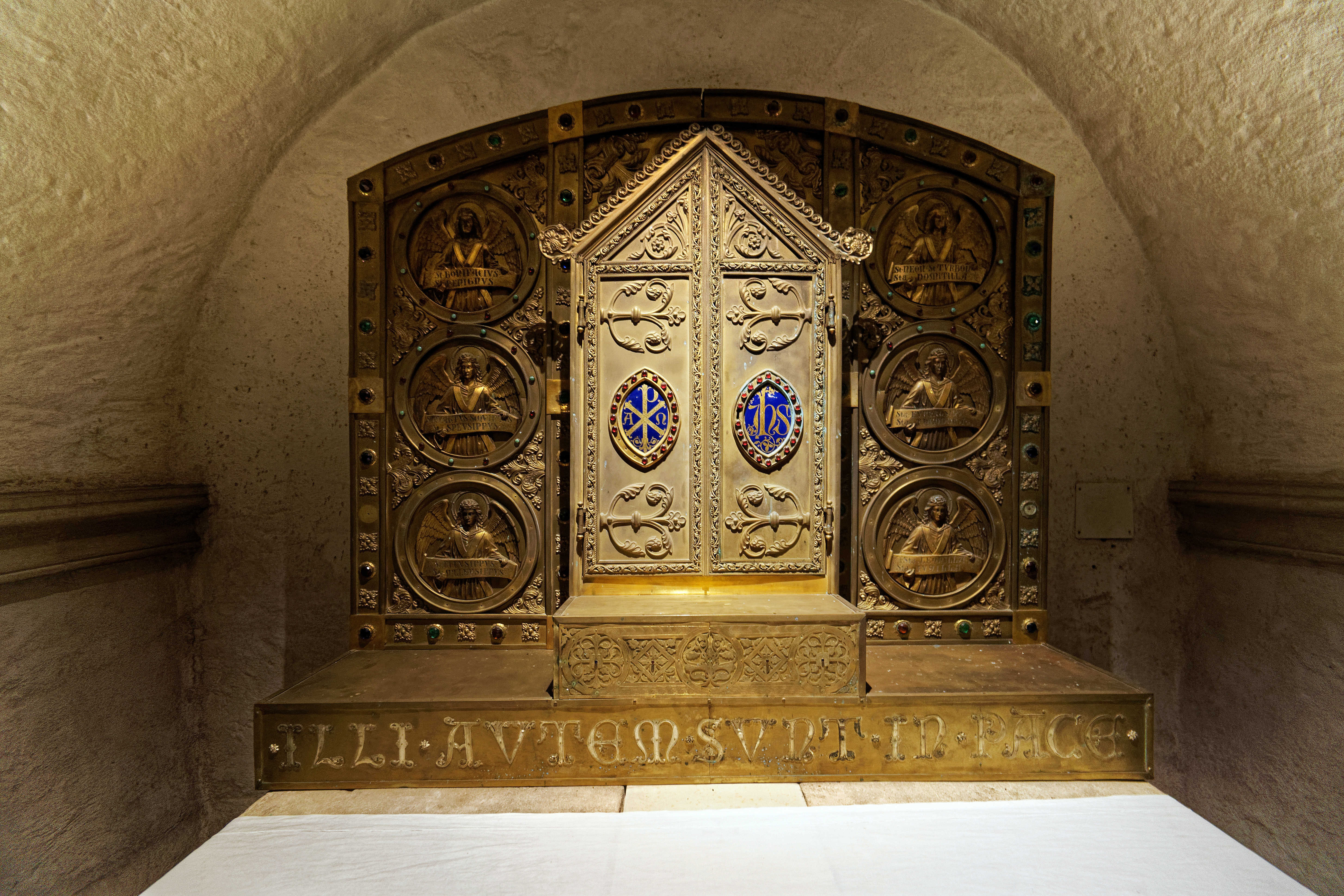
Neuromanischer Altaraufsatz
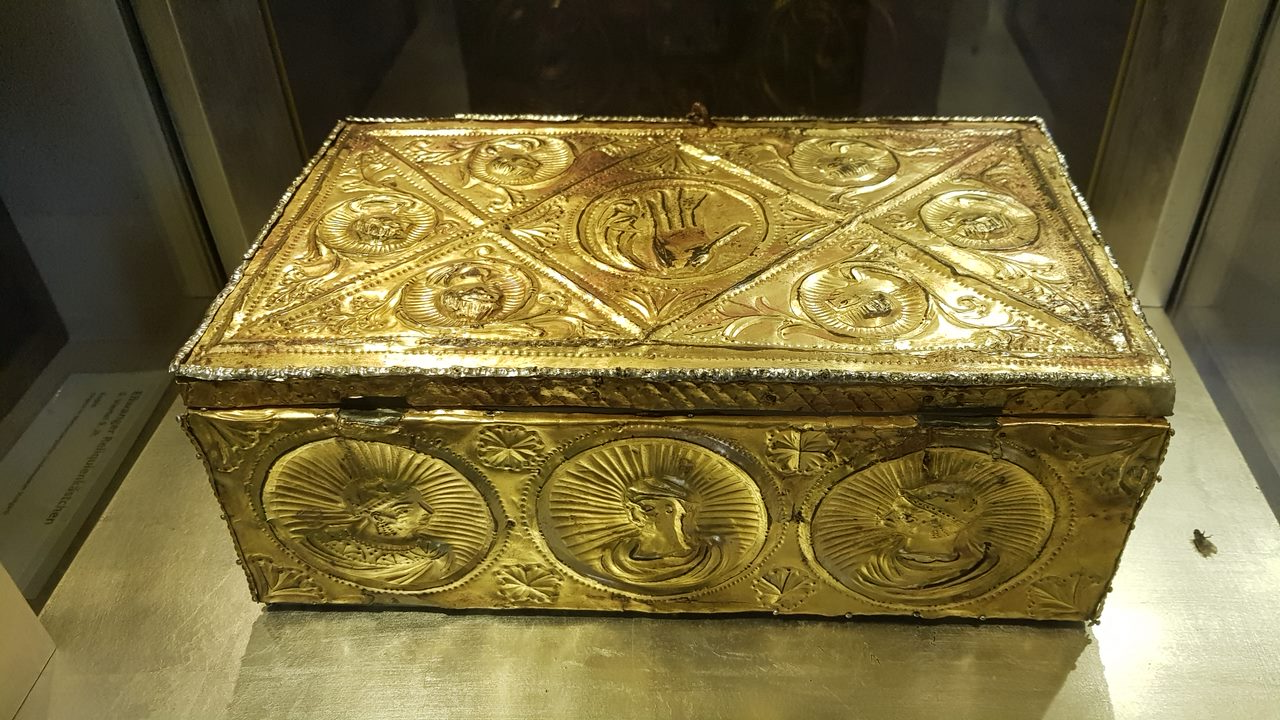
Kopie des Ellwanger Reliquienkästchens

Seit 2009 ist das „Ellwanger Reliquienkästchen“ als originalgetreue Nachbildung in einer Stele des Ellwanger Künstlers Rudolf Kurz in der Krypta zu sehen. Das Original befindet sich in der Dauerausstellung des Landesmuseums Württemberg in Stuttgart.

### Altes Stift

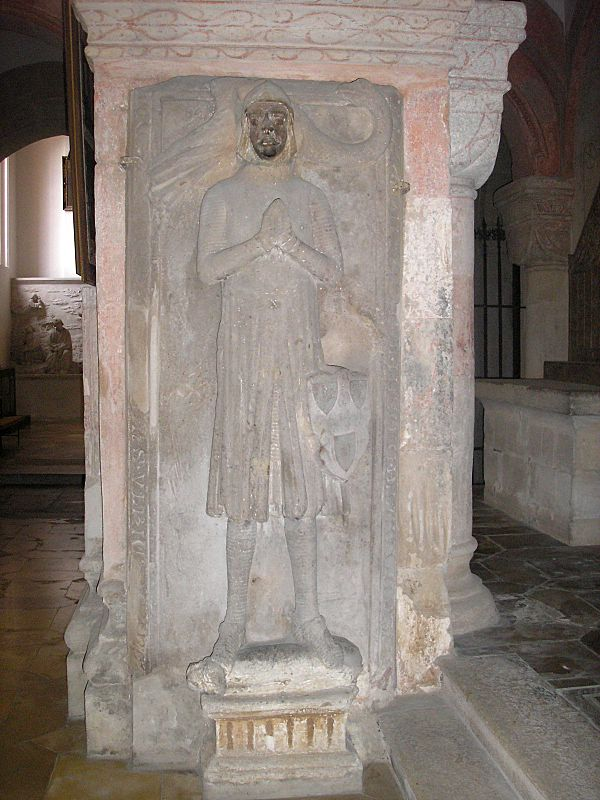
Grabmal des Ellwanger Ministerialen Ulrich von Ahelfingen († 1339)

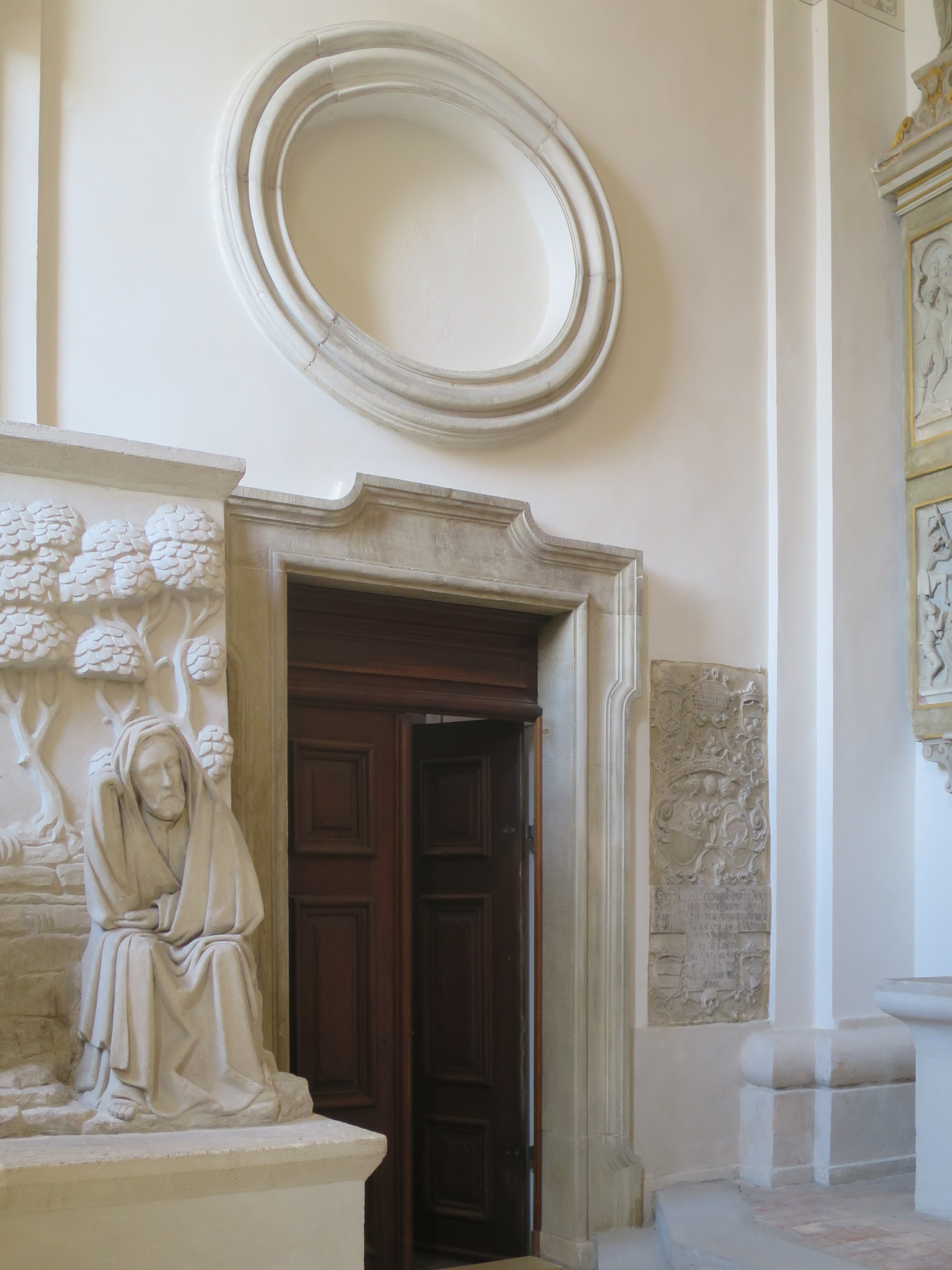
Ökumenische Pforte

Das „Alte Stift“, wie die romanische Vorhalle im Westen auch genannt wird, entstand an der Stelle eines ursprünglich geplanten Westchores ab etwa 1230. Die dreijochige und zweischiffige Halle zeigt schon ansatzweise frühgotische Spitzbogenformen und wurde in spätgotischer Zeit um drei Joche verbreitert. Damals schloss man den ursprünglich nach außen offenen, als Eingangshalle geplanten Raum und schuf als Zugang das schlichte Westportal. Die wuchtigen Architekturformen verweisen auf Vorbilder in Burgund oder dem Elsass. Die abschließenden seitlichen Joche entstanden erst im frühen 17. Jahrhundert in gotisierenden Formen. Im Alten Stift stehen heute zahlreiche Altäre: Der dritte Fürstpropst Johann Christoph von Westerstetten (1603–1613) ließ den nordwärts aufgestellten Kreuzaltar um 1610 errichten, der aus Sandstein gearbeitet den Ottobeurer Bildhauern Hans und Matthäus Schamm zugeschrieben wird. Weiterhin sind im Alten Stift der Sebastiansaltar zu sehen, der aus Bronze und Stein 1910 von August Koch entworfene Karfreitagsaltar, ein weiterer steinerner Altarschrein und ein Ölberg, der wohl von Hans Stieglitz gefertigt wurde. Sehenswert sind ebenso die nazarenischen Buntglasfenster (um 1871), die Motive aus dem freudenreichen, schmerzhaften und glorreichen Rosenkranz darstellen. Zahlreiche kunstvoll gestaltete Grabmäler von Äbten wie z. B. Abt Kuno II., Fürstpröpsten oder dem Gedenkstein für den Ritter Ulrich von Ahelfingen († 1339) sind ebenso im Alten Stift. Eine Besonderheit ist außerdem die Ökumenische Pforte, die 1997 feierlich eröffnet wurde. Sie bietet einen Durchgang zur Evangelischen Stadtkirche und ist somit ein Zeichen der lebendigen Ökumene in der Stadt. Über dem inneren Westportal des Alten Stifts steht die mahnende Inschrift:
VOS IGITUR PER QUOS REGITUR DOMUS ISTA NOTETIS NE PEREAT. SI NON HABEAT SUA IURA LUETIS
(Ihr, durch die dieses Gebäude verwaltet wird, achtet darauf, dass es nicht zugrunde geht. Wenn ihr nicht auf sein Recht bedacht seid, müsst ihr es büßen).

### Michaelskapelle

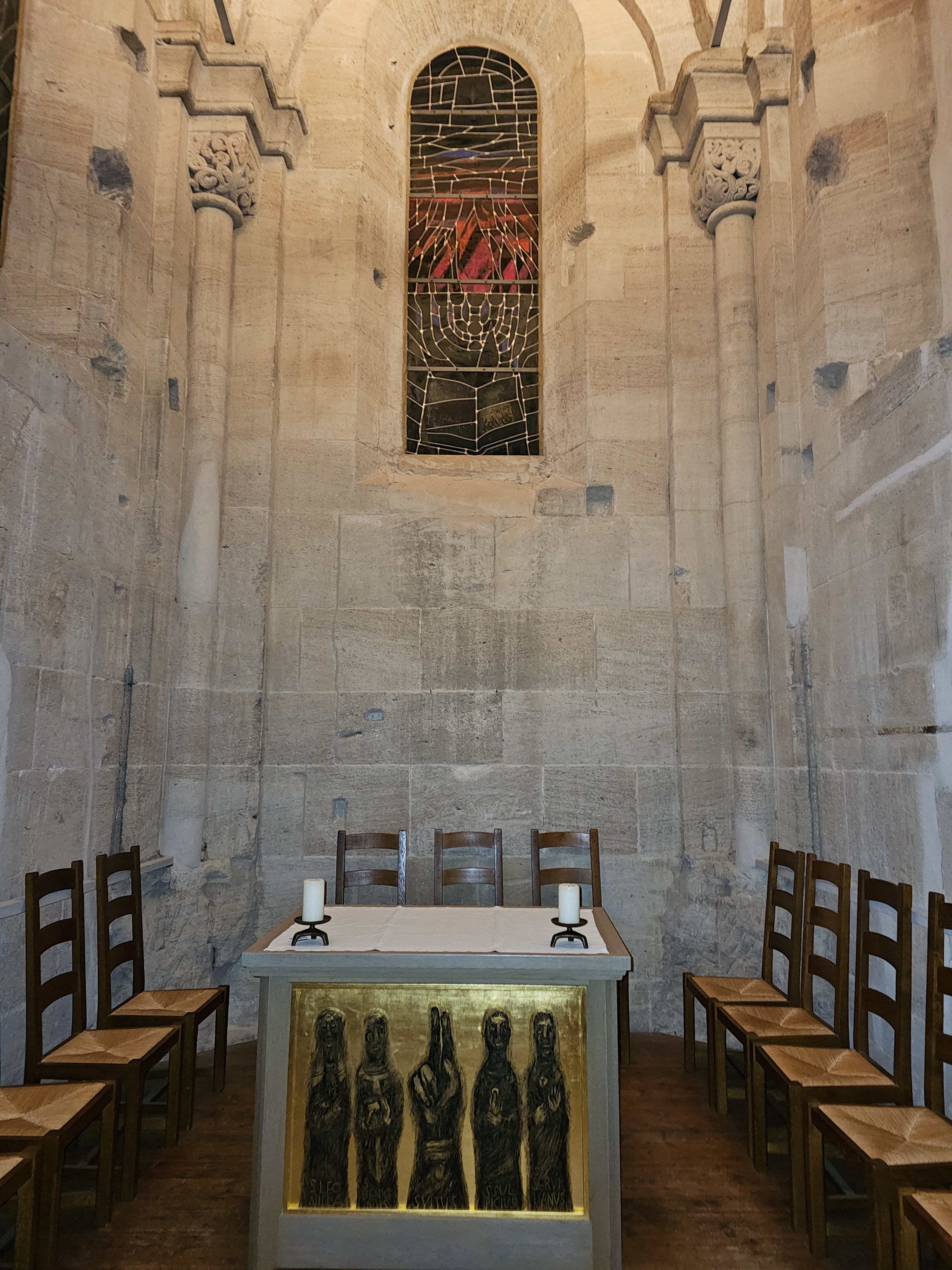
Michaelskapelle

Ein weiteres Kleinod in der Basilika St. Vitus ist die romanische Michaelskapelle, die sich über dem „Alten Stift“, also gewissermaßen hinter der Orgel der Basilika. Ursprünglich war diese kleine Kapelle der Gebetsort der Äbte, erst vor wenigen Jahren wurde sie vom Künstlerpfarrer Sieger Köder ausgestaltet und bei Stadtführungen der Öffentlichkeit zugänglich gemacht. Der von Köder geschaffene Altar zeigt unter der Mensa das Handreliquiar des hl. Vitus und die Stiftsheiligen. An der Rückseite des Altars wurde im Kreis der Heiligen ein Platz für Philipp Jeningen freigehalten, dessen Seligsprechung Jean-Claude Kardinal Hollerich am 16. Juli 2022 in Ellwangen vor tausenden von Gläubigen vollzog. Die Vertiefung des Altars enthält außer den Reliquien des heiligen Vitus noch Reliquien von Sulpitius und Servilianus.
Sieger Köder gestaltete ebenfalls die beiden Glasfenster, die nach Westen und Süden zeigend der Michaelskapelle Licht spenden. Das nach Westen gerichtete „Abendfenster“ kommt besonders gut bei untergehender Sonne in den Abendstunden zur Geltung. Es zeigt den Abendstern und die Abendröte, im Vordergrund ist eine betende Person zu sehen, die sich über eine aufgeschlagene Seite aus dem Neuen Testament beugt. Es ist die Offenbarung des Johannes; der Betrachter kann noch die Stelle „Ich bin das Alpha und das …“ lesen. Das nach Süden gerichtete Michaelsfenster ist weniger farbig gestaltet, sondern in Weiß und Schwarz gehalten. Zu erkennen sind Flügel, die an den Erzengel Michael erinnern sollen, und ein Buch.
Die Michaelskapelle ist sozusagen ein Blick in die Vergangenheit der Stiftskirche: Sie ist noch in ihrem ursprünglichen romanischen Baustil erhalten und gibt einen Eindruck davon, wie die gesamte Basilika vor ihrer Barockisierung wohl ausgesehen hat. Einzig das Kreuzgratgewölbe fehlt, das durch eine Decke aus Eichendielen ersetzt wurde. Darauf malte Sieger Köder auf einfachem weiß-goldenem Grund drei Hände, aus der eine Frau und ein Mann hervorsehen. Dieses Deckengemälde symbolisiert die Dreifaltigkeit Gottes, die die Menschen schützt.

### Liebfrauenkapelle und Kreuzgang

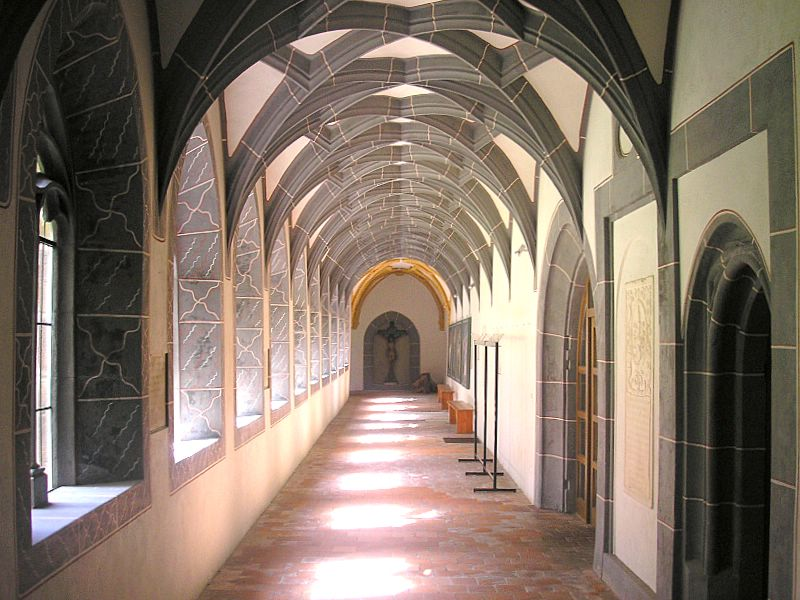
Der spätgotische Kreuzgang

Der spätgotische Kreuzgang ist im Norden an das romanische Langhaus angefügt, Grabmäler aus drei Jahrhunderten sind hier noch sichtbar. Vier netzgewölbte Flügel umschließen den Kreuzgarten. Der Westflügel öffnet sich zur Liebfrauenkapelle (1473) mit dem viel besuchten Grab des am 16. Juli 2022 selig gesprochenen Jesuitenpaters Philipp Jeningen (1642–1704). Die Grabstätte des im Volk überaus beliebten Jesuitenpaters, der in und um Ellwangen wirkte, wurde 1953 hierher verlegt und wird heute gern von vielen Gläubigen von nah und fern bittend und dankend aufgesucht. Ebenso finden alljährlich Wallfahrten zum Grab des Seligen Pater Philipp statt, die von der Aktion Spurensuche organisiert werden. Neben Pater Philipp ist Ignatius Desiderius von Peutingen (1641–1718) begraben. Peutigen war ein enger Freund Philipp Jeningens und stiftete das Ellwanger Jesuitenkollegium. Das Grabdenkmal an der Nordwand der Liebfrauenkapelle zeigt ein Porträt Peutingens. Von Wilhelm Geyer wurden 1949/1950 die Buntglasfenster der Liebfrauenkapelle gearbeitet, die das Marienleben dokumentieren.
Im Nordwesten stößt die Stiftskirche an die barocke Jesuitenkirche (1724), die heute als evangelische Stadtkirche dient und durch eine Verbindungstür mit der westlichen Vorhalle der Stiftskirche verbunden ist. Das anschließende Jesuitenkolleg entstand von 1720 bis 1723.

## Monstranz
Die zu den sakralen Gegenständen der Basilika gehörende Monstranz wurde im Jahr 1710 gefertigt. An ihrem Fuß ist das Wappen des Ellwangischen Rates Balthasar König zu erkennen. Als Figuren auf der Monstranz sind Gottvater, der Heilige Geist, Katharina von Siena, Maria mit heiligem Dominikus, die Pestheiligen Sebastian und Rochus sowie Engel dargestellt. Die Monstranz ist 87 Zentimeter hoch und 42 Zentimeter breit. Sie besteht aus Silber und ist vergoldet.

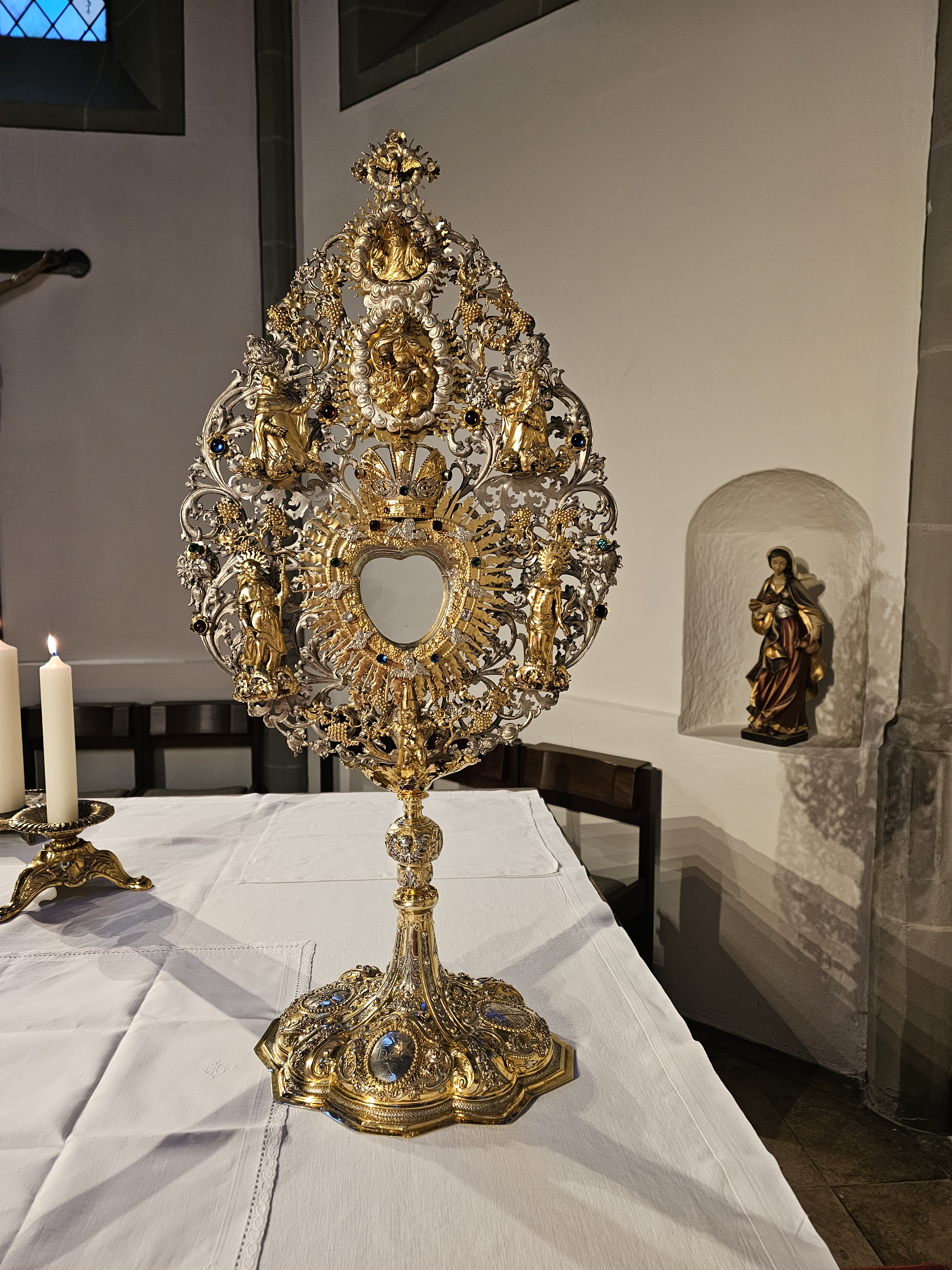
Monstranz von 1710
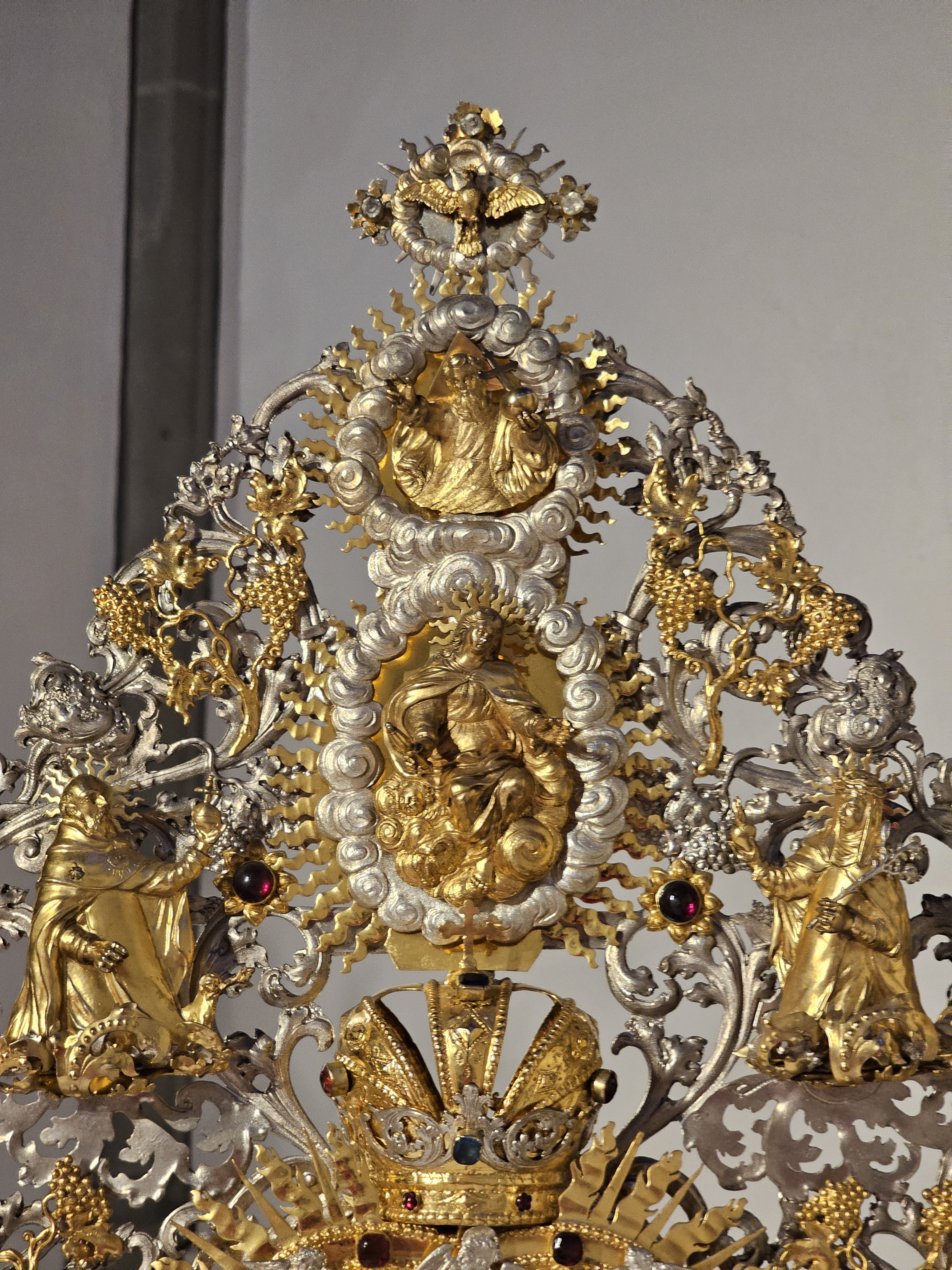
Detail
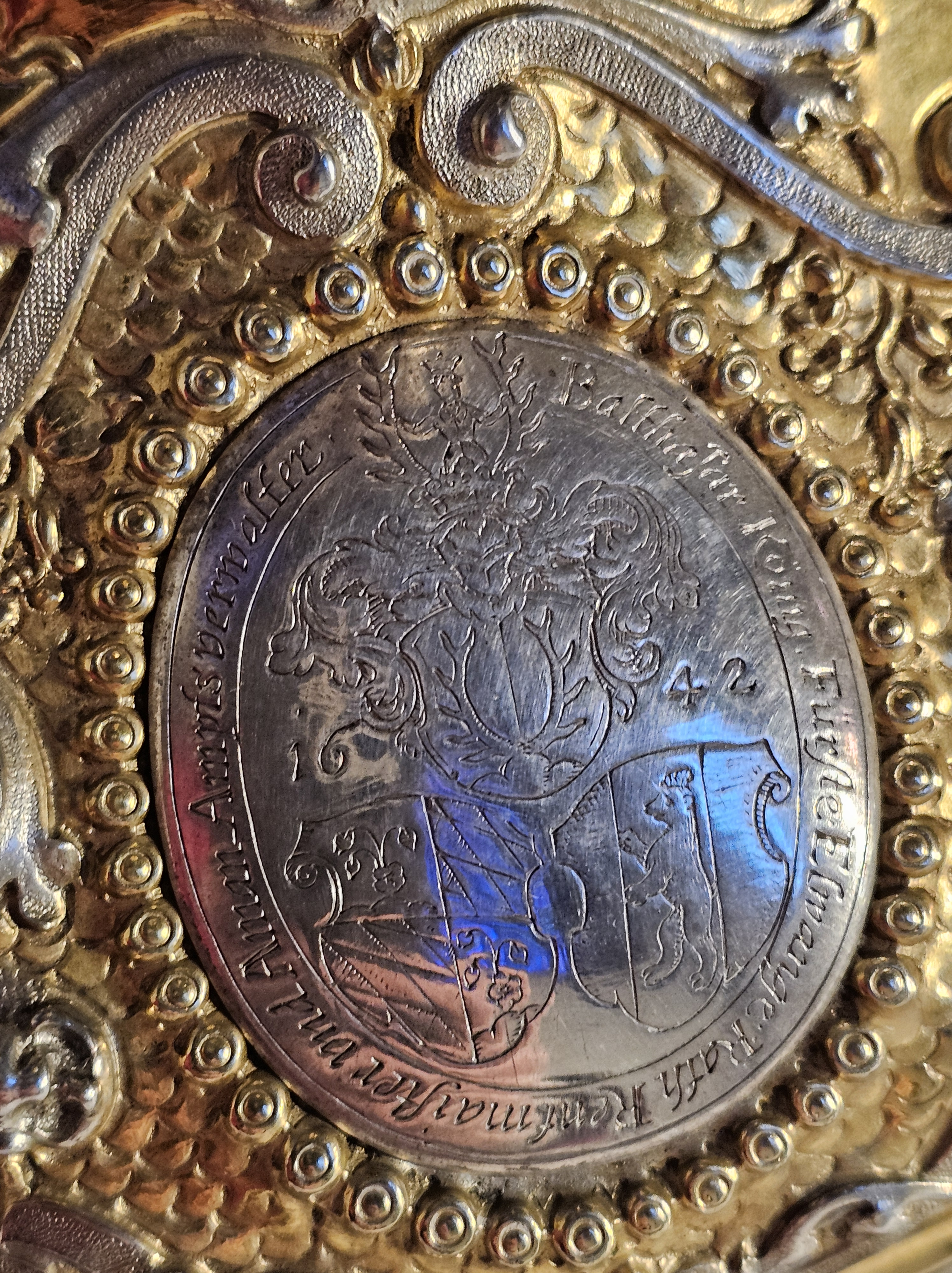
Wappen des Fürstlich Ellwangischen Rats Balthasar König

## Orgel

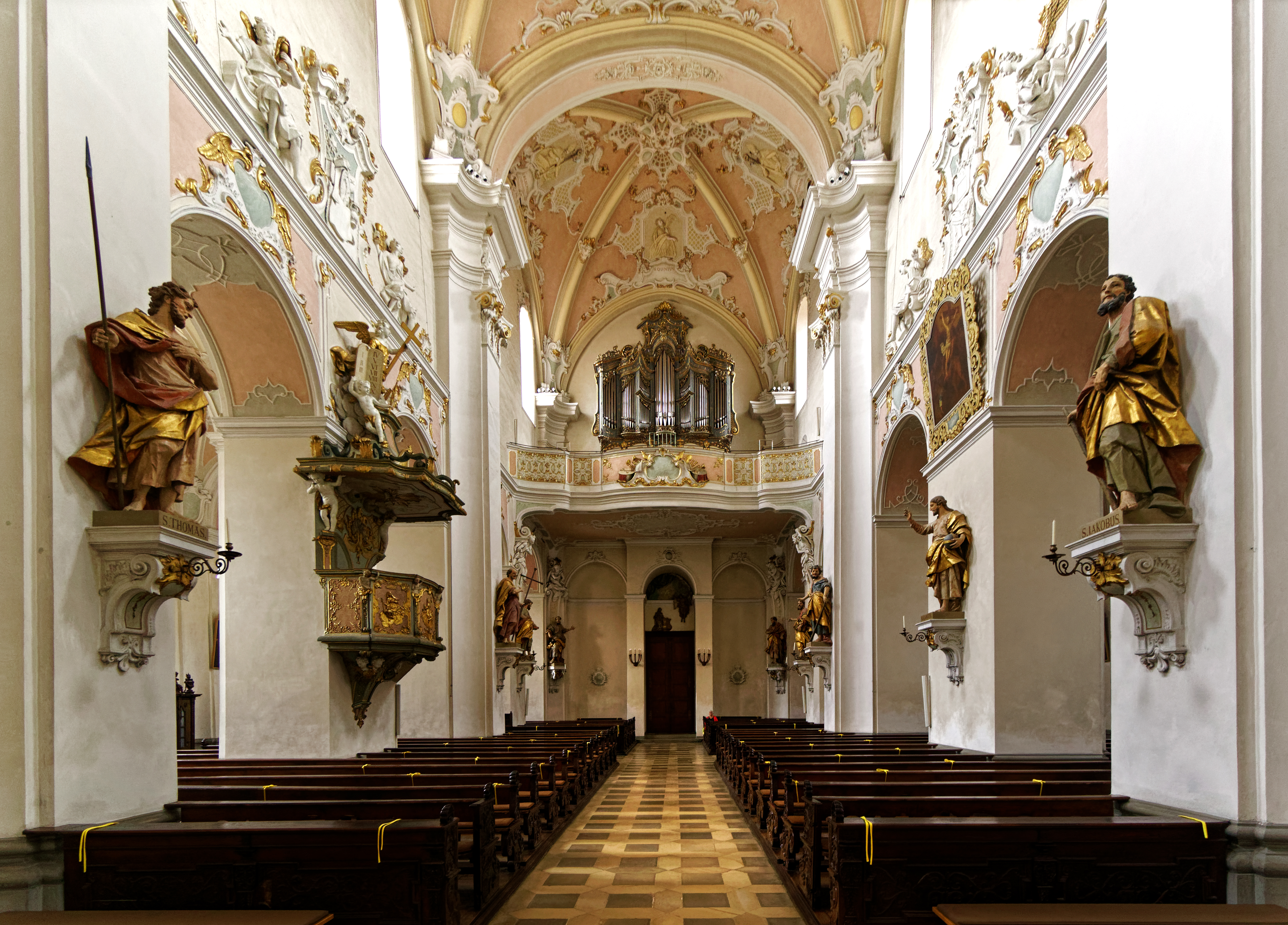
Blick zum Orgelprospekt

Die Basilika besaß wahrscheinlich schon im Spätmittelalter eine Orgel, in alten Chroniken wird zumindest davon berichtet. In das Barockgehäuse von Johann Anton Ehrlich aus dem Jahr 1776 baute Werner Walcker-Mayer 1964 im Zuge der Renovierungsarbeiten in der Basilika eine neue Orgel mit 44 Registern auf drei Manualen und Pedal ein. 1994 wurde das Instrument von Eduard Wiedenmann restauriert und erweitert, sodass es heute 45 Stimmen umfasst. Als Besonderheiten wurden Röhrenglocken und eine Vox coelestis eingebaut.
Die Disposition:
| I Hauptwerk C–g3 |       |
| Rohrflöte        | 16′   |
| Principal        | 8′    |
| Gemshorn         | 8′    |
| Octave           | 4′    |
| Koppelflöte      | 4′    |
| Quinte           | 2 ⁄3′ |
| Superoktave      | 2′    |
| Cornett III      | 2 ⁄3′ |
| Mixtur V–VI      | 2′    |
| Trompete         | 16′   |
| Trompete         | 8′    |
|                  |       |
| Tremulant        |       |

| II Schwellwerk C–g3  |     |
| Weitprinzipal        | 8′  |
| Holzflöte            | 8′  |
| Harfpfeife           | 8′  |
| Vox coelestis        | 8′  |
| Holzprinzipal        | 4′  |
| Blockflöte           | 2′  |
| Mixtur IV            | 1′  |
| Fagott               | 16' |
| Trompette harmonique | 8′  |
| Vox humana           | 8′  |
| Schalmey             | 4′  |
|                      |     |
| Tremulant            |     |

| III Kronwerk C–g3 |        |
| Gedeckt           | 8′     |
| Rohrquintade      | 8′     |
| Prinzipal         | 4′     |
| Gemsrohr gedackt  | 4′     |
| Quintflöte        | 2 ⁄3′  |
| Octave            | 2′     |
| Terz              | 1 3⁄5′ |
| Quinte            | 1 ⁄3′  |
| Sifflöte          | 1′     |
| Scharfzimbel IV   | 2⁄3′   |
| Dulcian           | 16′    |
| Krummhorn         | 8′     |
|                   |        |
| Tremulant         |        |
|                   |        |
| Röhrenglocken     |        |

| Pedalwerk C–f1 |       |
| Prinzipalbass  | 16′   |
| Subbass        | 16′   |
| Oktavbass      | 8′    |
| Rohrpfeife     | 8′    |
| Waldflöte      | 4′    |
| Choralbass     | 4′    |
| Hintersatz IV  | 2 ⁄3′ |
| Kontrafagott   | 32′   |
| Posaune        | 16′   |
| Bombarde       | 8′    |

- Koppeln: III/I, II/I (mechanisch und elektrisch), III/II, I/P, II/P,III/P
- Oktavkoppeln: II 16', II 16'/I, III 16'/I, III 4'/I, III 16'/II, III 4'/II
- Anmerkungen:

1. ↑  Röhrendämpfung ein-/abschaltbar.

## Kirchenmusik
Die Kirchenmusik in der Stiftskirche wird sehr geschätzt. Es existieren mehrere Chöre: der Stiftschor, die Männerschola, die Jugendkantorei und die Chorschule. Die Organisten waren von jeher Größen ihres Fachs, darunter beispielsweise der Komponist Eberhard Bonitz (in den 1940er/1950er Jahren) oder Kirchenmusikdirektor Willibald Bezler, der fast 40 Jahre lang mit zahlreichen Konzerten für eine lebendige Kirchenmusik sorgte und im Juli 2007 in den Ruhestand verabschiedet wurde. Es folgte Regionalkantor Thomas Petersen, der in Freiburg i. Br. und am Konservatorium in Amsterdam u. a. bei Jacques van Oortmerssen Kirchenmusik studiert hatte, bevor im September 2020 Benedikt Nuding die Stelle übernahm.

## Türme und Geläut

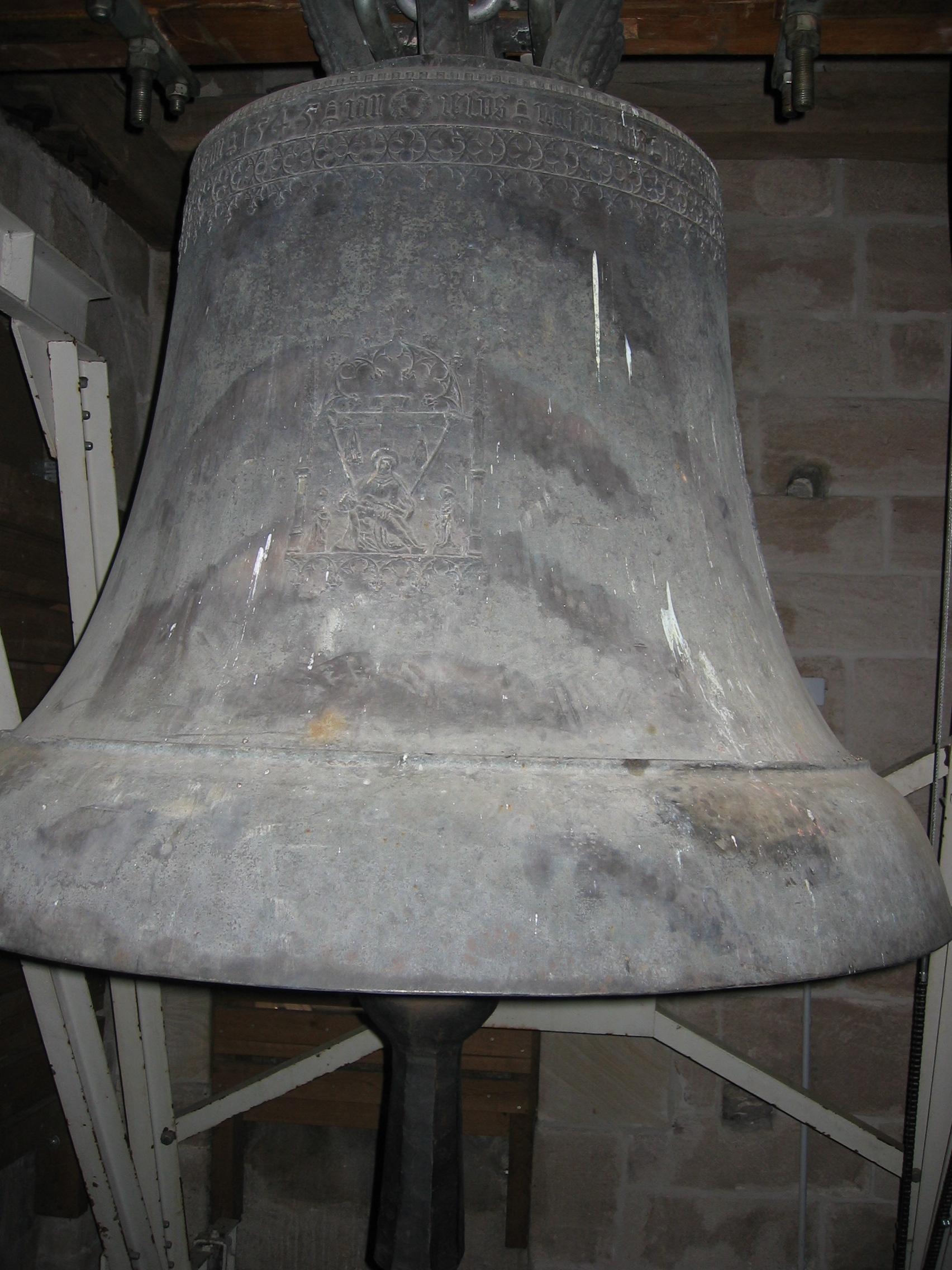
„Susanna“, die älteste Glocke der Basilika

Die beiden 42 Meter hohen Haupttürme stehen östlich der Querschiffe neben dem Chor. Das Mauerwerk durchdringt die Wände der Kirche und die Dachflächen der zu den Apsiden weitergeführten Seitenschiffe. Sichtbar sind drei Geschosse mit Pyramidendächern und einer verhältnismäßig reichen Gliederung aus Rundbogenfriesen, Gesimsbändern und rundbogigen Fensteröffnungen. Dahinter ist dem letzten Chorjoch die halbrunde Hauptapsis angefügt. Links und rechts flankieren schlichte Nebenapsiden die Apsis, unter deren Dachgesims ein Rundbogenfries verläuft. In den beiden Haupttürmen sind die „Türmerstübchen“ untergebracht, in denen in früheren Zeiten ein Türmer über Ellwangen wachte. Ein dritter Turm sitzt in der Art eines Dachreiters über dem Westgiebel. Auch dieses Türmchen ist mit einer spitzen Dachpyramide bekrönt.
Der Zweite Weltkrieg ging auch nicht spurlos an der Stiftskirche vorbei: In der Nacht vom 22. auf den 23. April 1945, während der amerikanischen Belagerung, schlugen Granaten in das nördliche Hauptdach und den Nordturm ein und beschädigten beide. Zum Gedenken daran wurde im Nordturm 1948 ein sichtbarer Gedenkstein eingesetzt. Auf der Außenseite trägt er den Schriftzug „Salve Spes“ („Sei gegrüßt, Hoffnung“), die Innenseite trägt neben einer Beschreibung der Ereignisse und der Jahreszahlen die Inschrift „Gott ist in seiner Stadt, darum wird sie fest bleiben“ und spielt damit auf das Unwetter an, das gegen Ende des Zweiten Weltkrieges eine Bombardierung Ellwangens durch die Alliierten verhinderte.
Drei der insgesamt acht Glocken wurden 1545 von Meister Hans Rosenhart aus Nürnberg gegossen: die Susanna (im Nordturm), die Pieta (ebenfalls Nordturm) und das Weihnachtsglöcklein (im Westreiter). Da weitere drei historische Glocken 1942 dem Zweiten Weltkrieg zum Opfer fielen, goss Alfons Bachert in Heilbronn 1956 fünf weitere neu: die im Südturm hängende, ca. 5000 kg schwere Jeningenglocke (zu Ehren des in der Liebfrauenkapelle begrabenen Jesuitenpaters Philipp Jeningen), die ca. 3500 kg schwere Canisius-Glocke (ebenfalls Südturm), und die kleinere Josefsglocke sowie die Domitilla- und Vitusglocke, die im Westreiter hängen.
| Glocke | Name                       | Gießer         | Gussjahr | Durchmesser | Gewicht | Schlagton | Hängeort   |
| ------ | -------------------------- | -------------- | -------- | ----------- | ------- | --------- | ---------- |
| 1      | Jeningenglocke             | Anton Bachert  | 1956     | 2002 mm     | 5434 kg | A°        | Südturm    |
| 2      | Canisiusglocke             | Anton Bachert  | 1956     | 1810 mm     | 3832 kg | H°        | Südturm    |
| 3      | Susanna                    | Hans Rosenhart | 1545     | 1600 mm     | 2750 kg | d′        | Nordturm   |
| 4      | Zwölfuhr-/Pietàglocke      | Hans Rosenhart | 1545     | 1380 mm     | 1750 kg | e′        | Nordturm   |
| 5      | Josefsglocke               | Anton Bachert  | 1956     | 1090 mm     | 0825 kg | g′        | Westreiter |
| 6      | Domitilla-/Elisabethglocke | Anton Bachert  | 1956     | 0960 mm     | 0858 kg | a′        | Westreiter |
| 7      | Vitusglocke                | Anton Bachert  | 1956     | 0840 mm     | 0379 kg | h′        | Westreiter |
| 8      | Weihnachtsglöcklein        | Hans Rosenhart | 1545     | 0690 mm     | 0240 kg | d″        | Westreiter |

## Pfarrer
Bis 1818 waren vorwiegend die Vikare des Chorherrenstiftes für die Seelsorge zuständig. Die meisten seit der Säkularisation in der Basilika St. Vitus wirkenden Pfarrer waren auch Dekane des Dekanats Ellwangen, Kammerer oder Bischöfliche Kommissare und Stadtpfarrer:
- 1799–1805: Thaddäus Martin Veeser
- 1805–1814: Johann Alois Klingenmaier († 1868) aus Dewangen
- 1819–1826: Anton Huberich († 1833) aus Igersheim
- 1826–1831: Josef Weinschenk († 1843) aus Ellwangen
- 1833–1867: Matthäus von Sengele († 1867) aus Rottweil
- 1868–1885: Franz Joseph Schwarz († 1885) aus Donzdorf
- 1886–1892: Emil Hescheler († 1892) aus Schussenried
- 1893–1917: Valentin Fuchs († 1917) aus Mergentheim
- 1917–1926: Johannes Staudenmaier († 1926) aus Oberbettringen
- 1926–1932: Paul Traub († 1932) aus Ergenzingen
- 1932–1961: Otto Häfner († 1967) aus Rottweil
- 1962–1973: Alois Schmitt († 1973) aus Igersheim
- 1973–2005: Msgr. Patriz Hauser († 2005) aus Neuler
- 2006–2021: Michael Windisch aus Göppingen
- seit 2022: Sven van Meegen aus Gaishardt